# Норвежская арктическая экспедиция (1898—1902)
Норве́жская поля́рная экспеди́ция 1898—1902 годо́в (Второе плавание «Фрама» или Вторая экспедиция на «Фраме»; норв. Den andre Framekspedisjonen) под началом Отто Свердрупа проходила на территории Канадского арктического архипелага. Экспедиционное судно «Фрам» было модернизировано в целях увеличения грузоподъёмности и размещения возросшей до 16 человек команды. Первоначально экспедиция, преследующая национально-политические цели, намечалась к северному побережью Гренландии, но погодные и ледовые условия воспрепятствовали реализации этого плана; в результате Свердруп принял решение обследовать южную часть острова Элсмир. Норвежская команда открыла острова Свердрупа, завершила картографирование южной части острова Элсмир и северной части острова Девон. Всего было обследовано и нанесено на карту около 260 тыс. км² островов. Из-за тяжёлой ледовой обстановки прошла четвёртая — незапланированная — зимовка 1901—1902 годов. Экстремальные погодные условия и неопределённость планов привели к тому, что в 1899 году было потеряно два человека.
Все открываемые по ходу экспедиции территории Отто Свердруп объявлял владениями Норвегии, однако тогдашнее правительство в Стокгольме не стало заявлять о притязаниях. В 1930 году Свердруп от имени Норвегии передал все материалы и карты Канаде, которая и распространила на острова свой суверенитет (ныне территория Нунавут).
Отто Свердруп во время экспедиции 1898—1902 годов широко развил и систематизировал норвежские способы и приёмы путешествий и выживания в арктических условиях. Во многом достижения Свердрупа послужили основой для экспедиции Руаля Амундсена к Южному полюсу в 1910—1911 годах. Издание научного отчёта экспедиции, длившееся более 20 лет, было завершено в 1930 году; популярное описание экспедиции в двух томах «Новая земля» было опубликовано Свердрупом в 1903 году и в 1904 году было переведено на английский язык. Однако, несмотря на успех и большие научные достижения, экспедиция Свердрупа оказалась менее известна, чем первое и третье плавания «Фрама».

## Подготовка

### Цели и планы

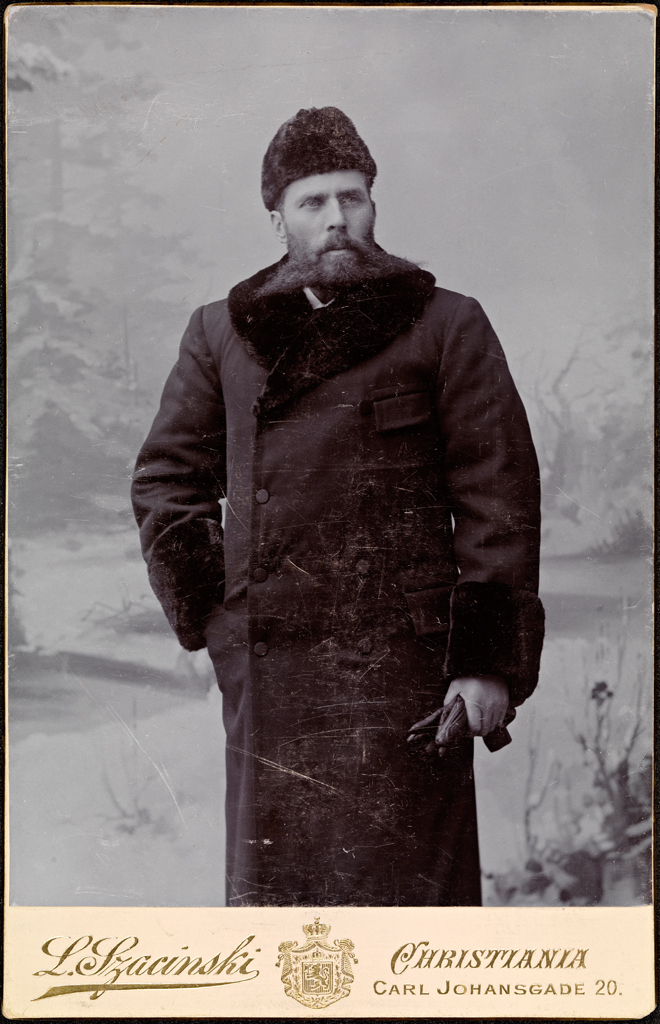
Отто Свердруп в 1897 году

Подъём национального самосознания в Норвегии и успех первой экспедиции «Фрама» привёл к желанию расширить присутствие Норвегии в высоких широтах Арктики — страна становилась центром полярных исследований. Полярные амбиции Фритьофа Нансена — первого человека, пересёкшего Гренландию (в 1888 году) и совершившего в 1893—1896 годах успешный дрейф во льдах Центральной Арктики, — простирались и далее. Поставив задачу достижения и Северного, и Южного полюса, он неоднократно совещался с Отто Свердрупом о возможностях новых экспедиций. Свердруп при этом соглашался на роль ведомого, обеспечивая доставку экспедиционного отряда на место.
Предварительный план новой экспедиции был готов уже в сентябре 1896 года, когда Нансен и Свердруп только прибыли в Кристианию. Во время разгрузки «Фрама» в Люсакере Нансен предложил Свердрупу стать руководителем нового длительного путешествия. Идея была предложена арматорами «Фрама» — Акселем Хейбергом и пивоварами Эллефом и Амундом Рингнесами. Они же брали на себя финансирование новой экспедиции, во главе которой первоначально хотели увидеть Нансена, но тот только что воссоединился с семьёй, а также был слишком поглощён научной работой — обработкой данных, полученных на «Фраме».
Целью новой экспедиции была Гренландия, в конце XIX века почти совершенно неизвестная со стороны её северного и северо-восточного побережий. «Фраму» предстояло пройти проливом Дэвиса, и далее — через пролив Смита, залив Кейна, пролив Кеннеди, залив Холла и пролив Робесона, а также, возможно, севернее, насколько это позволит ледовая обстановка. Дрейфовать во льдах не предполагалось. От самой северной точки, до которой доберётся судно, команда на собачьих упряжках должна была идти на северо-восток вдоль северной оконечности Гренландии и добраться до более изученных восточных побережий острова. Предстояло также изучить Землю Пири, которую американский исследователь открыл вместе с Аструпом в 1893 году и которую считал отдельным полярным архипелагом. Цель покорения Северного полюса не ставилась, что Свердруп подчёркивал на первой же странице своего отчёта об экспедиции.
Свердруп понимал, что этот амбициозный план практически нереализуем, поскольку строился, исходя из условия, что ледовая обстановка будет идеальной. К северному побережью Гренландии в те времена не могло пробиться ни одно судно, поэтому Свердруп оговорил своё право менять маршрут экспедиции, если ледовая обстановка будет неблагоприятной. Дрейф 1893—1896 годов представил множество выводов для организации и снаряжения новой экспедиции, ремонта и модернизации требовало и судно, поэтому Свердруп назначил поход на лето 1898 года. На сезон 1897 года капитан Свердруп принял командование туристическим лайнером «Лофотен» для доставки путешественников на Шпицберген — поохотиться и полюбоваться пейзажами Арктики; его имя служило также рекламой для компании-арматора. Свердруп, кроме того, рассчитывал увидеть старт шведской экспедиции Андре на воздушном шаре; с её участниками команда «Фрама» виделась в предыдущем, 1896 году.

### Финансирование, снаряжение

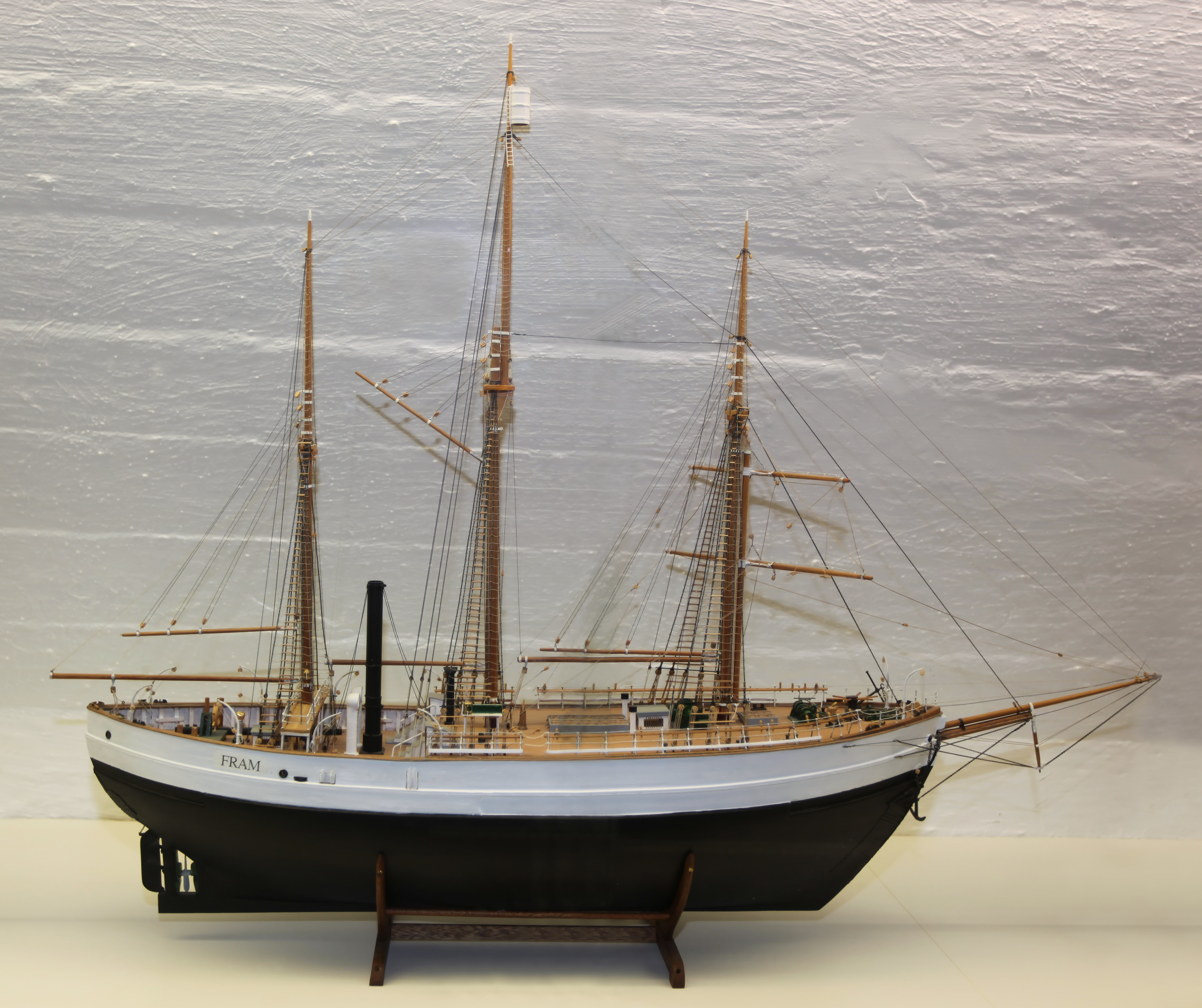
Макет, показывающий вид «Фрама» после перестройки в 1897 году. Выполнен Колином Арчером. Музей Фрама

Все расходы взяли на себя арматоры «Фрама»: каждый внёс треть общей суммы. Общие расходы на экспедицию составили около 220 тыс. крон (12 000 фунтов стерлингов). О снаряжении экспедиции Свердруп почти ничего не писал, ограничившись упоминанием, что всё было сделано как нельзя лучше. Большая часть научного оборудования и провианта на 3 года вперёд поступила из-за границы.
Поскольку «Фрам» был государственной собственностью, стортинг в 1897 году выделил 20 000 крон (около 1100 фунтов стерлингов) на реконструкцию судна. Экспедиция 1893—1896 годов показала, что жилые помещения были слишком тесны и неудобны, а новые задачи требовали увеличения экипажа до 16 человек. Мореходные качества «Фрама» также оставляли желать лучшего: рассчитанный на давление льдов корпус был валким, судно было капризным в управлении и слишком быстро разворачивалось к ветру под парусами, а также имело малую скорость. В июле 1897 года «Фрам» был отбуксирован на верфь Колина Арчера в Ларвик. Все изменения в конструкции судна обосновывал сам судостроитель. Свердруп и Арчер решили надстроить на верхней палубе «Фрама» спардек от машинного отделения до самого носа. Высота надводного борта судна увеличивалась на 7 футов. Для размещения экипажа образовывалась надстройка длиною около 20 м и шириной в 10 м. Теперь в верхнем помещении были организованы большая кают-компания (её использовали как столовую для всего экипажа) и 6 кают командного состава и научных сотрудников, а 10 человек рядового состава располагались в старых жилых помещениях на корме. Каюты теплоизолировались как обычным для «Фрама» способом (оленьей шерстью), так и с применением новшества — воздушной прослойки в 1 фут, заполненной крошёной пробкой. В трюмах были навешены потолки, изолированные пробкой и картоном для уменьшения конденсации влаги.
Носовой салон получил естественное освещение — был оборудован потолочный иллюминатор. Отапливались жилые помещения печками в кают-компаниях, вентиляция осуществлялась через дымоход. Электрооборудование было демонтировано ещё в 1896 году, поэтому освещался и отапливался «Фрам» керосином. Для улучшения мореходных качеств был добавлен фальшкиль высотой 15 дюймов. На 7 футов была удлинена фок-мачта, сравнявшись длиной с бизань-мачтой. Силовую установку (паровую машину тройного расширения в 220 л. с.) не меняли. Паровой котёл при максимальной нагрузке потреблял примерно 2,8 т. угля в сутки. Обмеры после перестройки показали, что вместимость «Фрама» составила 510 брутто рег. т., против 402 т. в 1893 году.

### Команда

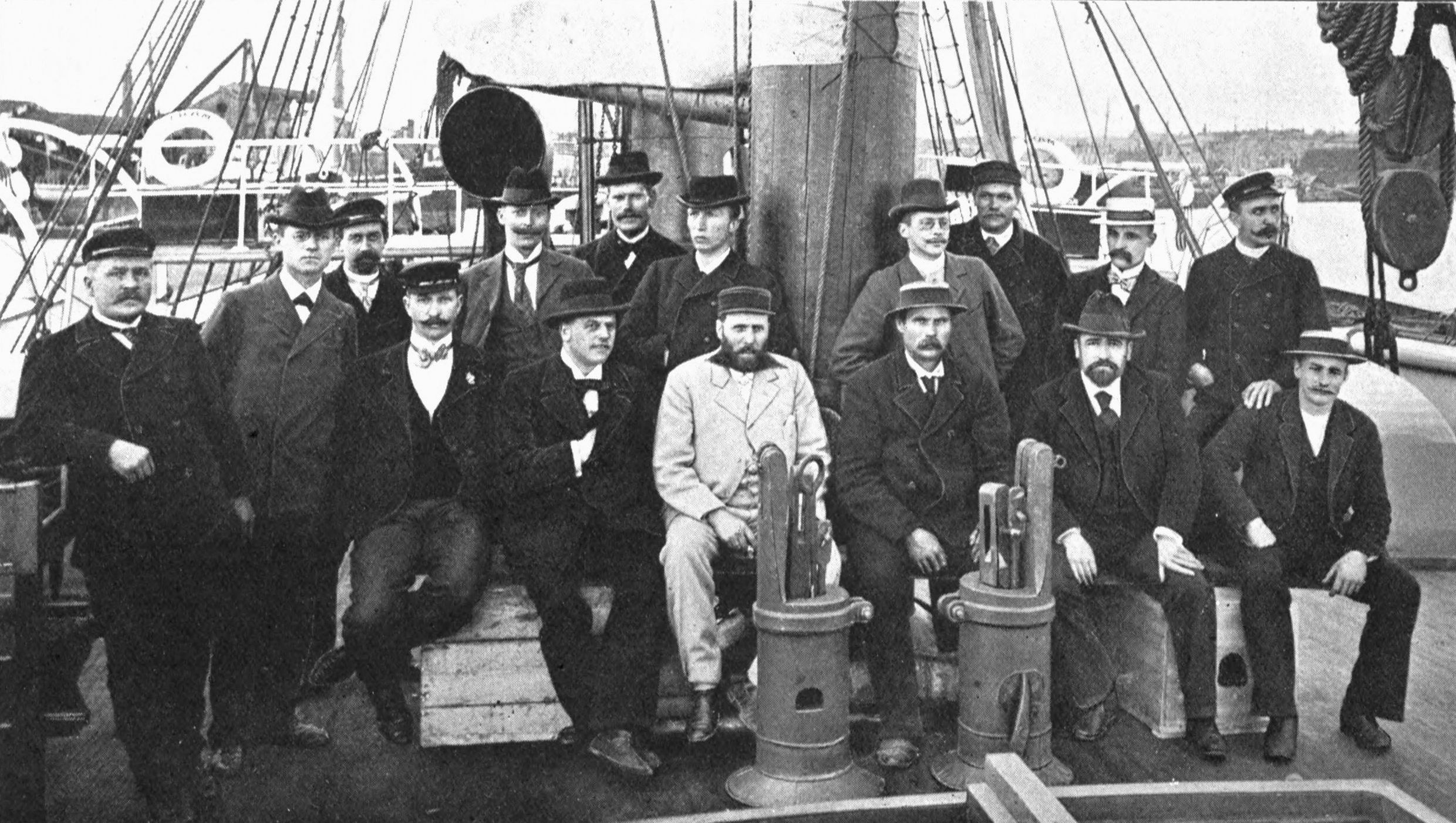
Участники экспедиции перед отплытием.
Стоят: Линдстрём, Схей, Ольсен, Штольц, Нёдтведт, Фосхейм, Симмонс, Хенриксен, Браскерюд, Свендсен.
Сидят: Исаксен, Бауман, Свердруп (в белом), Ронес, Бай, Хассель

Из участников предыдущего похода в Арктику капитан Свердруп взял с собой только гарпунщика П. Хенриксена. Из 16 членов экспедиции 11 были профессиональными моряками торгового или военного флота. Двое не были норвежцами: это были учёные — датчанин-зоолог Бай и швед-ботаник Симмонс. По словам И. П. Магидовича, Сведрупу удалось создать «на диво слаженный исследовательский коллектив, равного которому не знала история открытия Западной Арктики».
1. Отто Нейман Свердруп (норв. Otto Neumann Sverdrup) — командир корабля, начальник экспедиции; самый старший участник экспедиции (ему исполнилось 43 года).
2. Виктор Бауман (норв. Hans Adolf Viktor Baumann) — первый помощник командира, старший лейтенант ВМФ Норвегии (с 1895). Два года учился в Берлинском университете на физическом отделении; имел навыки топографа и ассистента при научных наблюдениях.
3. Улаф Ронес (норв. Olaf Raanes) — штурман «Фрама». Рыбак с Лофотенских островов, сдав экзамен на штурмана, служил в пароходной компании Vesteraalen.
4. Гунериус Ингвальд Исаксен (норв. Gunerius Ingvald Isachsen) — картограф, старший лейтенант кавалерии.
5. Герман Георг Симмонс[вд] (швед. Herman Georg Simmons) — ботаник, швед по национальности. Окончил университет Лунда, в 1895 году участвовал в ботанической экспедиции на Фарерские острова.
6. Эдвард Бай (дат. Edvard Bay) — зоолог, датчанин по национальности. Окончил университет Копенгагена, в 1891 году участвовал в экспедиции Эйдера в Гренландию. Он не слишком любил физическую работу, предпочитая оставаться в помещении, но при этом был опытным лыжником и постоянным компаньоном Свердрупа по дальним походам[16].
7. Йохан Свендсен (норв. Johan Svendsen) — врач. В 1893 году, получив учёную степень, служил в госпитале Бергена, непродолжительное время — судовым врачом в компании Hamburg-America liners. Несколько лет практиковал на Лофотенских островах. Застрелился 10 июня 1899 года[17]. Был единственным членом экспедиции, не прошедшим медицинское освидетельствование[18].
8. Пер Схей (норв. Per (Peder Elisæus) Schei) — геолог и минералог. Окончил университет Кристиании в 1898 году.
9. Педер Леонар Хенриксен (норв. Peder Leonard Hendriksen) — гарпунщик, опытный арктический шкипер. Участник экспедиции на «Фраме» в 1893—1896 годах.
10. Карл Ольсен (норв. Karl Olsen) — старший машинист. В 1893 году с отличием окончил инженерное училище.
11. Якоб Нёдтведт (норв. Jacob Nødtvedt) — второй машинист, кочегар и мастер на все руки. Позднее участвовал в экспедициях Амундсена в Арктику в 1903—1906 и в Антарктиду в 1910—1912 годах.
12. Ивар Фосхейм (норв. Ivar Fosheim) — охотник и матрос. Известный в Норвегии того времени спортсмен, основатель санатория в Вальдресе. Свердруп включил его в команду как опытного охотника и промысловика.
13. Адольф Хенрик Линдстрём (норв. Adolf Henrik Lindstrøm) — провиантмейстер и кок. Коком служил с ранней юности; на «Фрам» впервые был нанят во время обратного перехода из Тромсё в Кристианию в августе — сентябре 1896 года. Позднее участвовал в экспедициях Амундсена в Арктику в 1903—1906 и в Антарктиду в 1910—1912 годах. Был отличным поваром, а сверх того отличался весёлым нравом и немало способствовал психологической разрядке на зимовках.
14. Сверре Хассель (норв. Sverre Helge Hassel) — матрос. Служил в ВМФ Норвегии, офицер кадетского корпуса в Хортене. Позднее участвовал в экспедиции Амундсена в Антарктиду в 1910—1912 годах. Самый молодой участник экспедиции — к моменту отхода ему исполнилось 22 года[19].
15. Рудольф Штольц (норв. Rudolf Stolz) — матрос. До экспедиции служил клерком и брокером, но был полон решимости приобрести необходимые навыки, чего, впрочем, ему так и не удалось.
16. Уве Браскерюд (норв. Ove Braskerud) — кочегар. Подобно Фосхейму и Штольцу, до экспедиции не имел никакого отношения к флоту, но обладал навыками механика и кузнеца. Скончался от тяжёлой пневмонии и отсутствия медицинской помощи (судовой врач был уже мёртв) 6 октября 1899 года в возрасте 27 лет[20][21].

Стиль руководства Свердрупа отличался от демократии Нансена и авторитаризма Амундсена. По воспоминаниям:

«Редко мы видели улыбку на его губах и редко слышали его смех. Однако из этого вовсе не следовало, что он был брюзгой и ворчуном. Напротив, он был всегда приветлив, отдавал приказы, спрашивал и отвечал всегда в присущей ему спокойной манере. Хотя он и не принадлежал к тем, кто зажигал других своим душевным порывом, зато как никто другой умел пробудить в людях уверенность и стойкость».

## Ход экспедиции

### 1898 год: прибытие и первая зимовка

#### Путь в Арктику

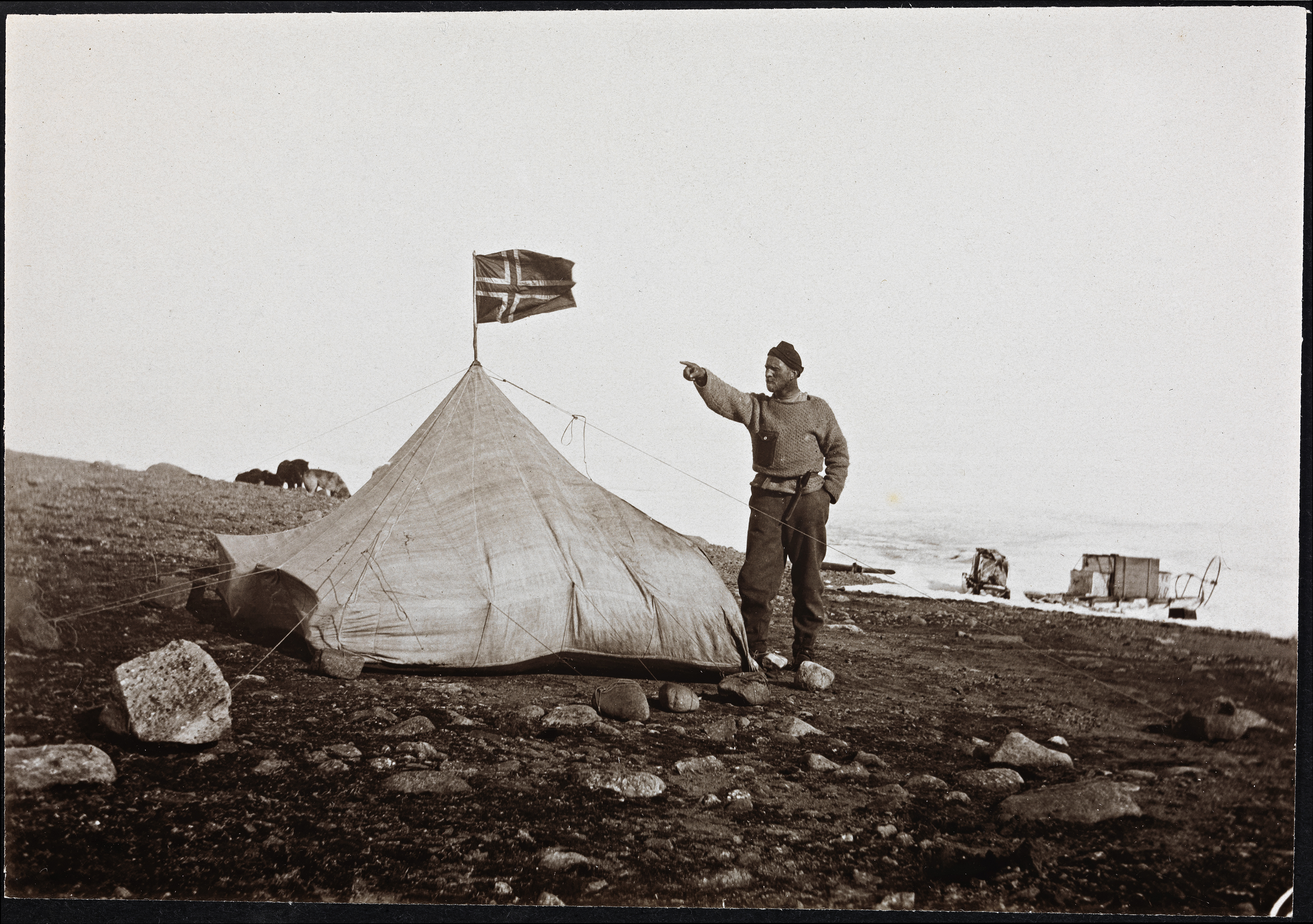
Пер Схей устанавливает палатку. Палатка увенчана «чисто норвежским флагом» — без знака унии

«Фрам» вышел во второй рейс из Кристиании 24 июня 1898 года, ровно через 5 лет после начала первой экспедиции. Несмотря на туманную штормовую погоду, отплытие сопровождалось большим ажиотажем, первое время за судном следовали многочисленные провожающие на лодках и яхтах. После краткой остановки в Кристиансанне для пополнения запасов «Фрам» направился в Атлантический океан. При переходе к мысу Фарвель (его дистанция составила 2700 км) судно испытывало сильную качку — оказалось, что модернизация на верфи Арчера не уменьшила валкости и склонности судна к рысканью. Команда сильно страдала от морской болезни, как и во время первого плавания. К югу от Гренландии было множество айсбергов, к одному из которых «Фрам» причалил, чтобы пополнить запасы пресной воды — на вершине ледяной горы из дозорной бочки рассмотрели талое озерцо.
Гренландию увидели только 18 июля, прибыв 28 июля в Эгедесминде, где приняли на борт 36 эскимосских лаек, заказанных Королевской Гренландской компании. Тут же начались трудности: спущенные с поводка собаки устроили грандиозную драку, в которой трое были растерзаны сотоварищами и пожраны на месте, а двое псов сбежали. В Годхавне взяли ещё 35 собак, а также 36 тонн угля. Собак могло бы быть и больше, но Свердруп узнал о какой-то эпидемии и отказался от покупки. Всего собак на борту (с учётом последовавших потерь) оказалось 66. Свердруп прагматически относился к собакам: для них создали режим труда и питания, чтобы постоянно поддерживать в форме, однако во время длительных санных походов ослабевшие собаки служили кормом для других тягловых животных, а иногда и для людей. Убыль собак восполнялась их естественным размножением. В рацион ездовых лаек входили через день: мясо моржей, собачьи сухари и рыба. На зимовках возводились будки, чтобы шерсть не обледеневала и не облезала. Даже когда собаки не работали в упряжке, Свердруп настаивал на их тренировке, чтобы они привыкали к соседям по упряжке и к каюру.
16 августа «Фрам», потратив шесть дней на преодоление ледовых заторов, вышел на участок свободной воды у эскимосского селения Эта. 17 августа у мыса Йорк Свердруп даже намеревался воздвигнуть памятник умершему в молодом возрасте Эйвину Аструпу — выдающемуся норвежскому полярнику. У мыса Сабине «Фрам» вновь столкнулся с плотными льдами. После захода в Фаулк-фьорд стало понятно, что дальше на север пройти не удастся. Команда сразу же занялась заготовкой моржей, которых поблизости было множество: собакам, которые быстро размножались, требовалось много корма. 21 августа из-за сильного шторма пришлось искать укрытия у острова Элсмир; на зимовку встали во вновь открытой «Гавани» (Хавн-фьорд) у полуострова Йохан, а в бухте Форт Юлиана в заливе Райс, в 35 милях к северу, обустроили охотничий лагерь и склад замороженного мяса. Исаксен сразу же выступил в разведывательный поход для картографирования местности, остальные занялись охотой на моржей и овцебыков; мясо последних Линдстрём научился обрабатывать так, что оно лишалось специфического запаха.

#### Первая встреча с Пири

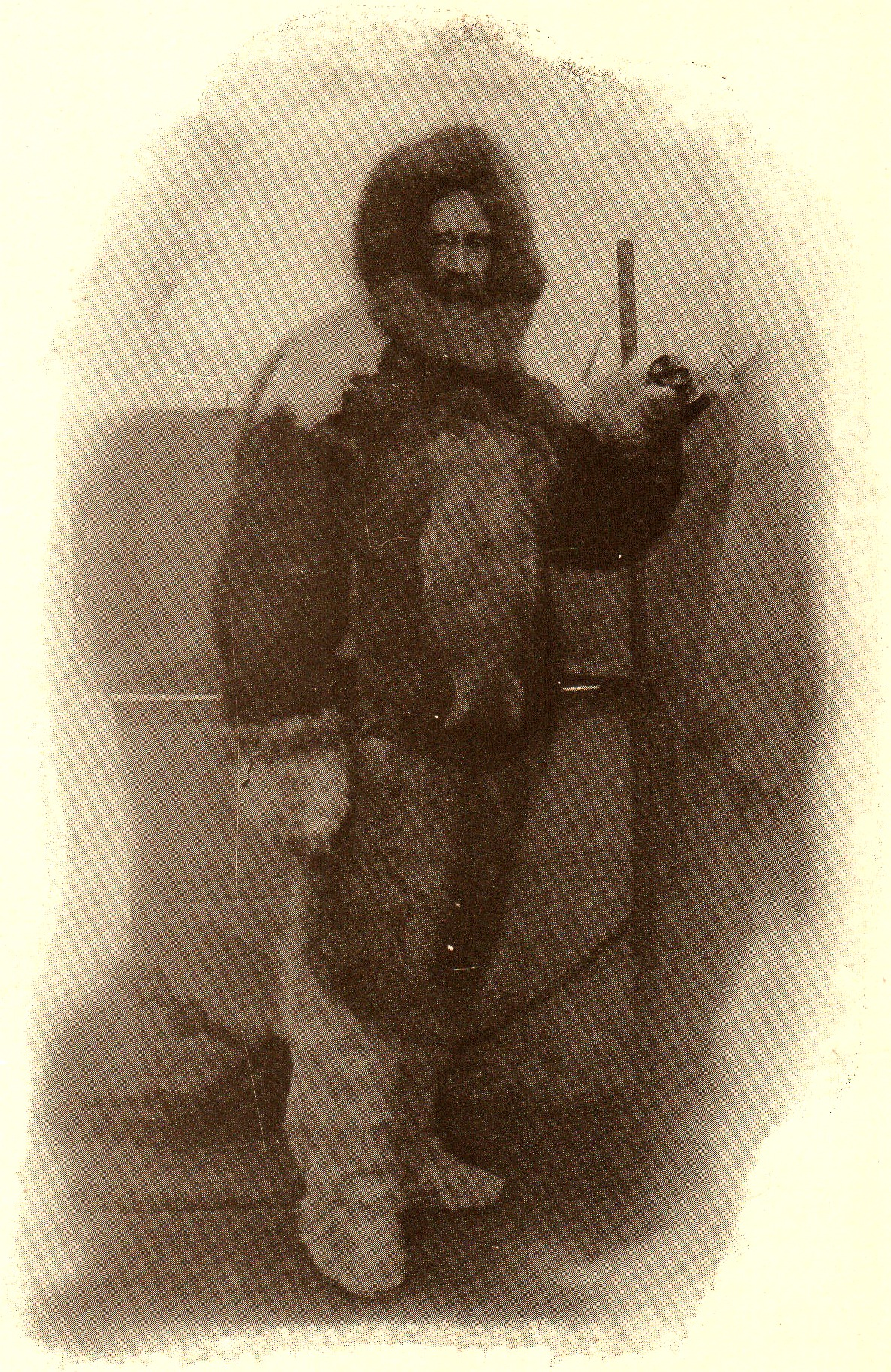
Роберт Пири в эскимосской одежде

6 октября Свердруп, Фосхейм и Бай отправились на охоту в Форт Юлиану. Зоолог и капитан готовили завтрак, когда на льду показались незнакомые люди: это были Роберт Пири с каюром-эскимосом. Разговор вышел коротким, Пири отказался от кофе и поспешно убыл: по его словам, американское экспедиционное судно было в двух часах езды. Свердруп вспоминал:

Посещение Пири стало главным событием дня в нашей палатке. Мы не говорили ни о чём другом, только радовались, что нам посчастливилось пожать руку знаменитого полярника, хотя бы его визит был настолько краток, что гость не успел даже толком снять рукавицы.
Характерно, что сам Пири об этом эпизоде никогда и нигде не упоминал. Объяснялось это тем, что по особенностям своего характера и поставленных задач Роберт Пири считал себя монополистом на Северную Гренландию, Элсмир и проливы, а позднее и на Северный полюс и беспокоился, что норвежцы станут серьёзными конкурентами. Это побудило его к некоторым необдуманным действиям в полярную ночь 1898—1899 годов.

#### Подготовка к зиме
Полярная ночь началась 16 октября 1898 года. Свердруп впервые стал практиковать кратковременные санные походы, для которых «Фрам» служил надёжной базой; одной из целей этих походов было совмещение разведки ближайших окрестностей с перевозкой на борт охотничьей добычи. С 1 ноября «Фрам» был подготовлен к зиме: для уменьшения теплоотдачи растянули над палубой тент, потолочные иллюминаторы надёжно укрыли брезентами и запрессовали снегом. Для собак были устроены будки на снегу — всё это было опробовано ещё в рейсе в Ледовитом океане. Свердруп тогда ещё не оставил планов на Гренландию, поэтому на всю зиму распланировали работы по шитью палаток и постройке каяков (одноместные было решено переделать в двухместные) и проч. Нёдтведт устроил кузницу прямо на льду. Обшивку для каяков шили Ронес с Бауманом, главным плотником был Браскерюд, а Исаксена с Баем поставили развешивать пайки для собак и людей, а также извлекать из консервных жестянок пеммикан, плавить его и фасовать по порциям. Фосхейм сшил также четырёхместную палатку для будущего длительного похода. Кроме того, Ронес и Фосхейм собирались наловить живых овцебыков с тем, чтобы доставить их в Европу и распродать по зоопаркам.

### Исследования и потери 1899 года

#### Зимние и весенние походы

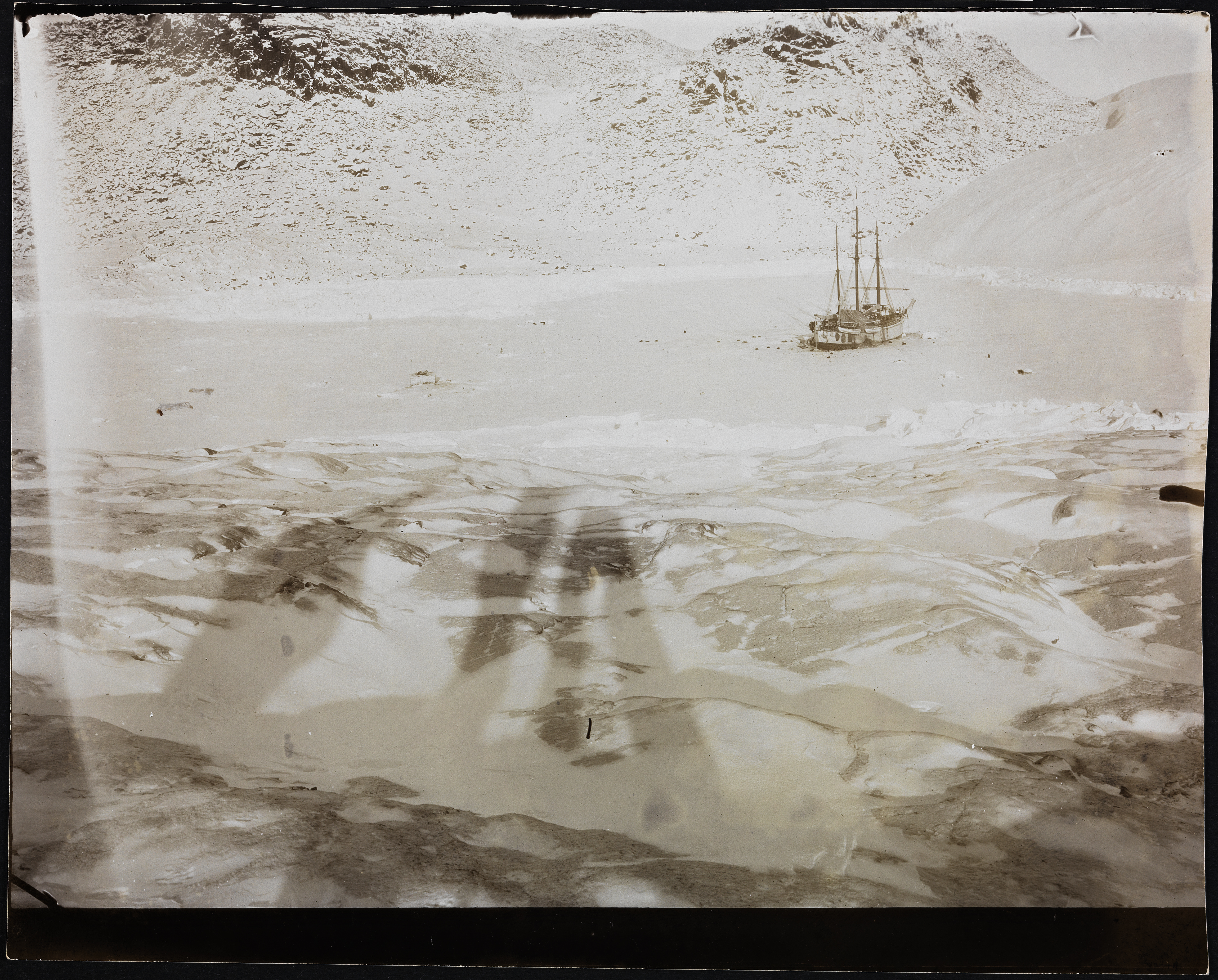
«Фрам», вмёрзший во льды залива Райс

Рождество и Новый год Свердруп решил отпраздновать с максимальным размахом — праздники длились до 3 января. Корабль был торжественно иллюминирован, на Рождество был сервирован парадный ужин с кофе и ликёрами, которые затем сменились шампанским и грогом. Зима была суровой — самые низкие температуры воздуха наблюдались в январе-феврале 1899 года: до −45 °C; в трюмах и мастерской температура держалась на уровне −27 °C. Педер Хенриксен, произведённый в ассистенты доктора Свендсена, с трудом пробивал двухметровые колодцы во льду замёрзшего залива для промеров температуры воды. При этом произошёл курьёзный эпизод: Свендсен и Хенриксен, измученные ежедневным бурением морского льда, заметили, что тюлени поддерживают незамерзающие лунки для дыхания. Было решено оставлять в удобной лунке рыбину (из собачьего пайка), и в результате некоторого времени этот симбиоз существовал и поддерживался, облегчая исследователям работу.
12 февраля 1899 года машинист Ольсен и доктор Свендсен совершили однодневную экскурсию в Форт-Конгер, чтобы посмотреть на зимовочный лагерь экспедиции Грили. Поход оказался неудачным: Ольсен практически не занимался физподготовкой и не ходил зимой на лыжах, в результате сильно устал на обратном пути и заявил, что не дойдёт до «Фрама». Свендсен был вынужден бросить его в поле и поспешил на судно, после чего Свердруп запряг собаками нарты и привёз Ольсена на борт. После того, как его отпоили какао, Ольсен неожиданно воспрял и на следующий день практически восстановился. 22 февраля Свердруп, Бауман, Бай, Исаксен и Хенриксен решили отправиться на охоту. Свердруп и Хенриксен как более опытные отделились от отряда и решили заночевать на свежем воздухе. Поставив палатку, они разожгли примус и тут же убедились, что палатка полностью покрылась инеем. Термометр у них был ртутный, не рассчитанный на такие морозы. Заснуть охотникам не удалось. Неожиданно Хенриксен пожаловался, что у него мёрзнет спина: Свердруп убедился, что замёрзла полярная одежда из волчьего меха. Капитану пришлось сдирать ледяной доспех с товарища и отогревать его примусом, который он держал в руках. Этой же ночью Пири (находясь в 10—15 милях от Свердрупа) зафиксировал температуру −67 °F (−55 °C). Ни Свердруп, ни Хенриксен не пострадали, не считая того, что на просушку промороженной одежды ушли не одни сутки.

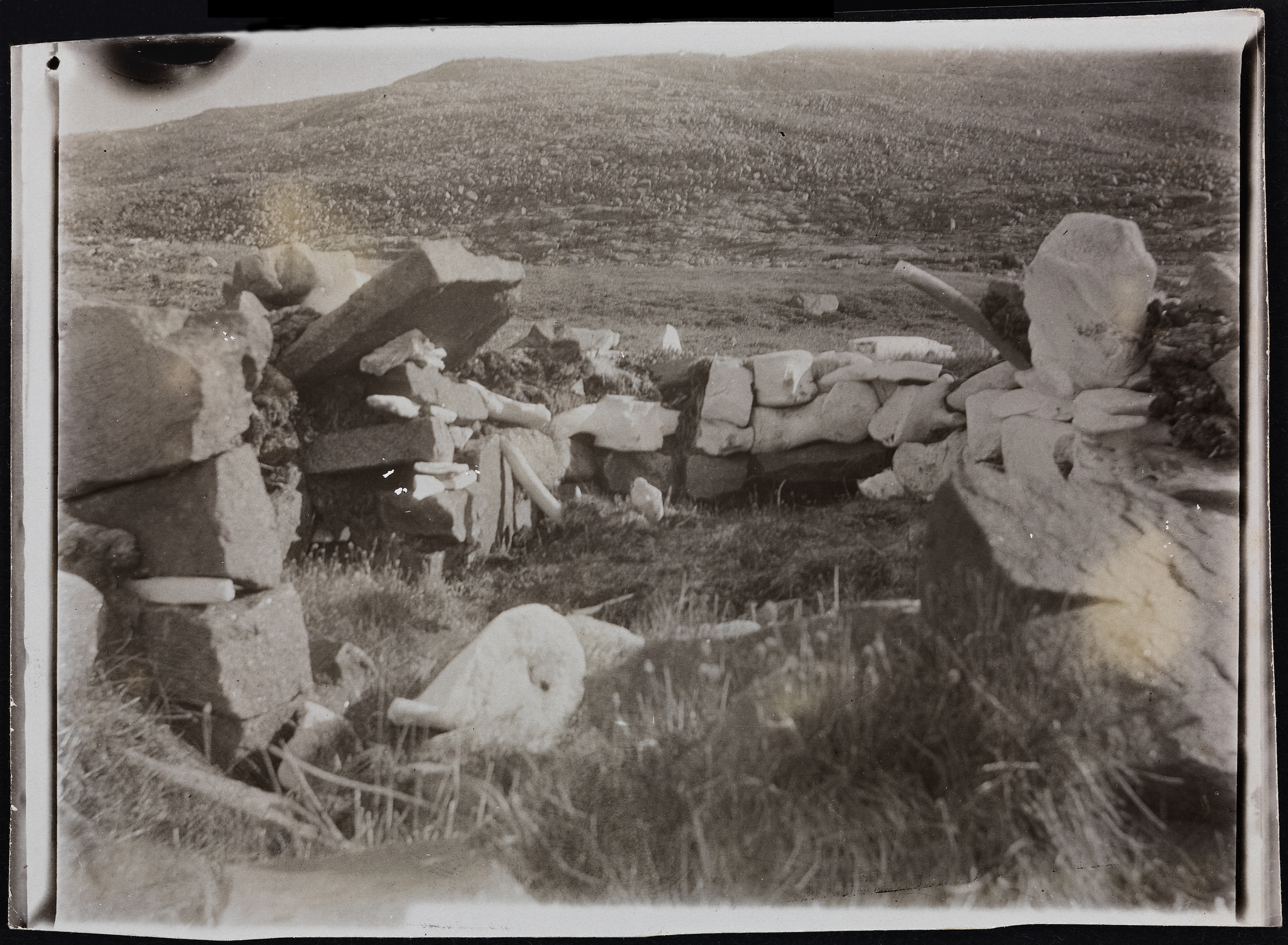
Развалины эскимосских построек из камней и китовых костей. Фото Э. Бая, 1899

7 марта Схей, Штольц и Хассель попытались пройти как можно дальше к северу. Температура держалась на уровне −42 °C. На пятый день похода Схей отморозил пять пальцев на ногах и их пришлось ампутировать. Подвела обувь: вместо лапландских «каньг», набиваемых травой сенны, Схей носил «комаги» из сыромятной кожи. Состоялся и неожиданный визит — с юга прибыл эскимос Колотенгва, который участвовал в экспедиции Пири 1895 года и был прикреплён как проводник и охотник к Аструпу. Когда он отправился к побережью, к нему присоединились Бауман и Хассель, желая посетить Роберта Пири на «Виндворде». Колотенгва же сообщил, что должен раздобыть новых собак для американцев, поскольку за зиму пало 37 животных. Бауман был принят Пири, который оправлялся от обморожений, полученных полярной ночью при отчаянной попытке опередить норвежцев и добраться до Форт-Конгера. Однако начальник американской экспедиции почти не говорил с ним, ссылаясь на состояние здоровья, и явно давал понять, что по-прежнему рассматривает норвежскую команду как конкурентов. На следующий день Бауман и Хассель отправились на «Фрам», везя подарок от американцев Свердрупу — ящичек сигар. Напротив, Колотенгва привёл всё своё племя, которое было принято со всем радушием — в соответствии с норвежскими обычаями гостеприимства. Не обошлось без издержек — норвежцы испытывали отвращение от обычая эскимосов мазаться ворванью и китовым жиром; гости также занесли на борт и насекомых.

#### Самоубийство Свендсена
Свердруп всё ещё планировал основать на северном побережье Гренландии стационарный лагерь и перевести «Фрам» в море Линкольна, и затем предпринять комплексное исследование побережий до зимы и следующей весны, после чего вернуться на юг. Чтобы не терять времени, было решено заняться исследованием южной части острова Элсмир и пересечь его с востока на запад. Объяснялось это тем, что об острове имелись самые скудные данные: участники экспедиции Нэрса в 1875—1875 годах и позднее — Грили в 1881—1884 годах нанесли на карту лишь восточное и северное побережье, да и те были неточны. Иногда географы изображали Элсмир как двойной остров, разделённый примерно на 79° с. ш. «проливом Хейса», к северу от него размещали «Землю Гриннелла» и «Землю Гранта», а собственно «Землю Элсмира» помещали у пролива Джонс.

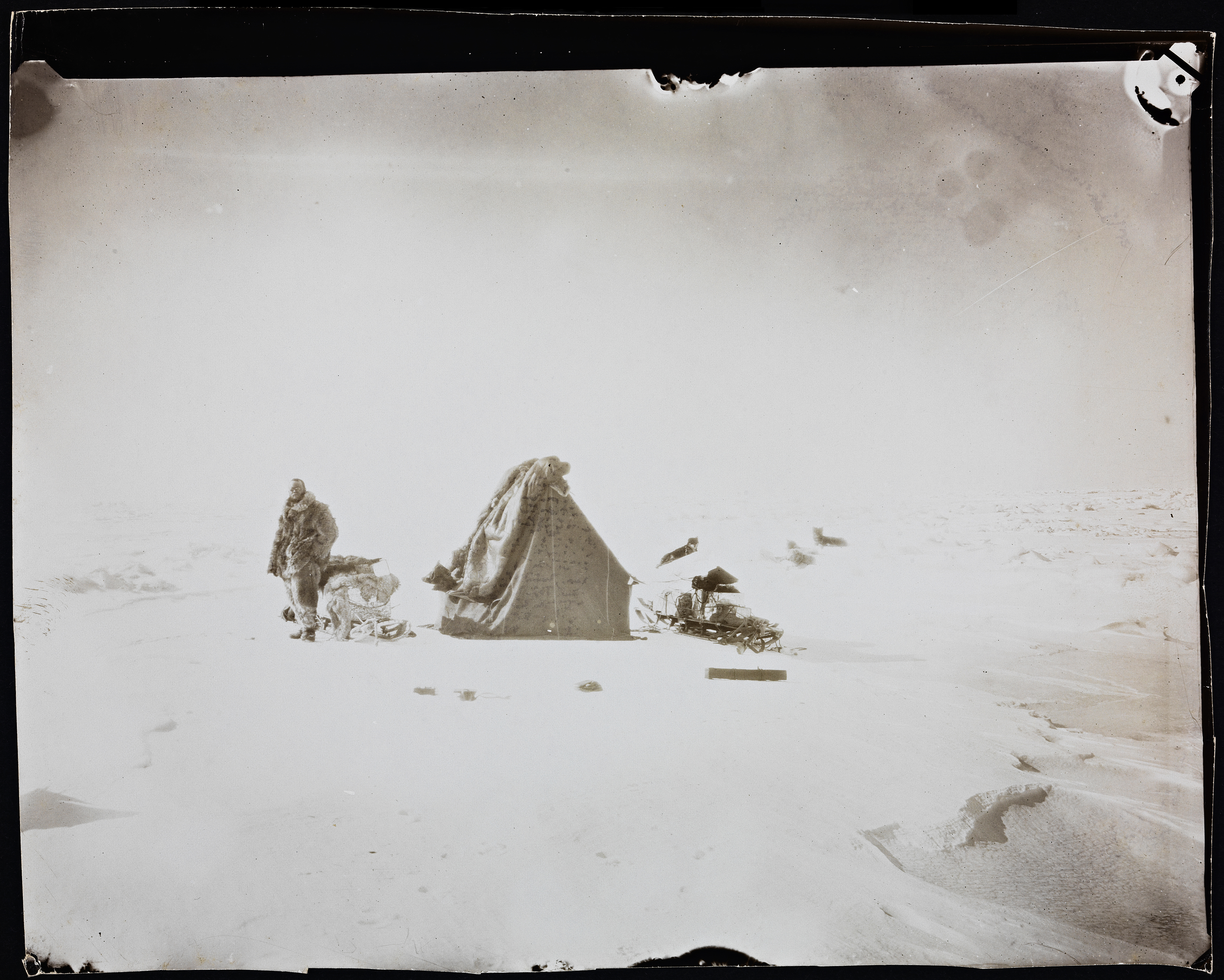
Походный палаточный лагерь

Когда потеплело, Свердруп и Бай совершили несколько походов, один из них длился около месяца; в результате команда дошла до западного — неисследованного — побережья, обнаруженный там фьорд получил имя Бая. 2 июня на запад вышли два отряда: Схея и Свендсена (он заменил Штольца, поражённого снежной слепотой) и Свердрупа и Симмонса. Свендсен 6 июня почувствовал себя неважно (он жаловался на снежную слепоту и боли в груди), но, желая понаблюдать за арктическими насекомыми, отказался вернуться и остался в палатке. 10 июня произошла трагедия, о которой Свердруп в отчёте коротко сообщил, что экспедиционеры увидели, что врач мёртв. В дневнике сообщалась совершенно другая история: когда группа Свердрупа возвращалась, они издали увидели, что доктор разгуливает за палаткой. Завидя капитана, Свендсен выстрелил себе в голову из винтовки, причём звук выстрела поглотило расстояние и ветер. Из дневника доктора стало известно, что он ещё с зимы страдал тяжёлой депрессией, усугублённой зависимостью от морфина. Наркомания Свендсена стала очевидна для членов экспедиции после того, как «Фрам» вышел в море. Джерард Кинни утверждал, что если бы Свердруп заранее был в курсе дела или настоял на медицинском обследовании врача, он не стал бы включать его в состав команды. Свендсен пытался преодолеть свой недуг и даже просил Свердрупа забрать ключи от судовой аптеки, где хранились наркотики, но капитан отказал, заявив, что доктор — взрослый человек и должен справляться сам. В разведывательном походе со Схеем, судя по дневнику Свердрупа, Свендсен не брал запаса морфия. 16 июня тело доктора было опущено по морскому обычаю в полынью, при этом прочитали Молитву Господню, а на «Фраме» был объявлен траур. Кончина врача оказала угнетающее действие на команду, поскольку Свендсен был отзывчивым и компанейским человеком. Свердруп в порыве отчаяния даже записал в дневнике, что экспедиция обречена. Мрачность командира объяснялась тем, что Исаксен и Браскерюд к тому времени ещё не вернулись из своего похода; они вновь оказались на борту только 2 июля, впервые успешно решив задачу пересечения острова Элсмир.

#### Гренландия. Свердруп и Пири

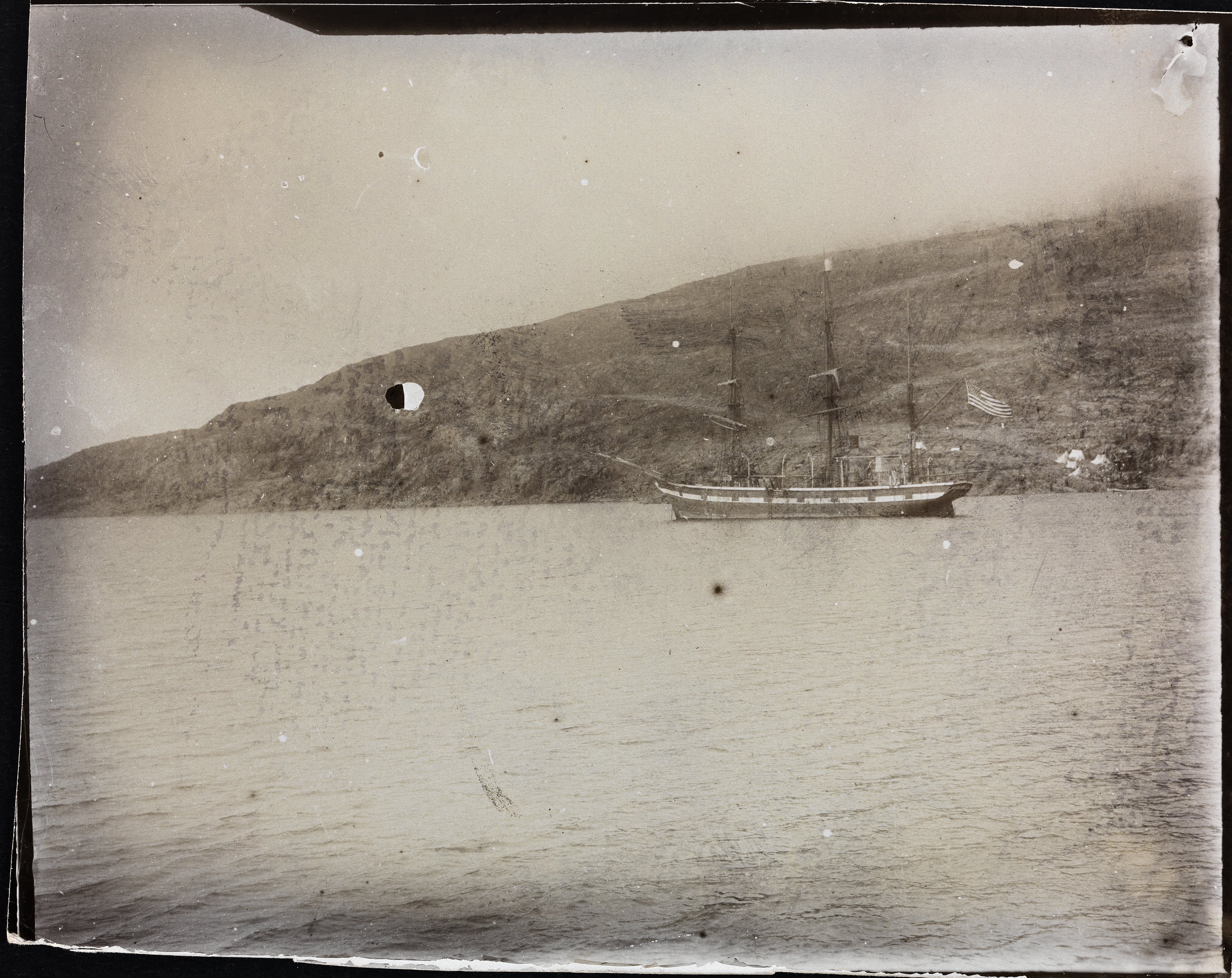
Судно экспедиции Пири «Виндворд» в Фаулк-фьорде. Снимок сделан с борта «Фрама», август 1899 года

К 24 июля залив, где зимовал «Фрам», почти очистился ото льда. Были разведены пары, собак перевели на палубу судна, но едва корабль двинулся в бассейн Кейна, сильные встречные ветры сплотили ледовые поля. Попытка обогнуть остров Пим также оказалась неудачной. Свердруп специально поднялся на высокий утёс, но вокруг простирались льды, на облаках тоже не было отсветов открытой воды («водяного неба»). Капитан всё-таки попытался пробиться сквозь заторы, но после того, как за двое суток «Фрам» прошёл 2 км, был вынужден отступить. В августе освободился пролив Смита, и «Фрам» смог зайти в Гренландию. С его борта было замечено судно снабжения экспедиции Пири, причём семафором было объявлено, что на борту находится почта и для команды Свердрупа, однако трёхмильная ледяная перемычка сделала её получение невозможным. В Фаулк-фьорде уже расположился Пири на своём экспедиционном судне «Виндворд». У Пири побывал Бауман, но личной встречи начальников экспедиций не состоялось: Пири был обижен на Свердрупа и считал, что тот собирается отнять у него главный приз — Северный полюс. Почту так и не удалось получить, поскольку её оставили на острове Пим. После 10 дней стоянки в Гренландии «Фрам» вновь попытался пробиться на север, несмотря на то, что ледовая обстановка не изменилась. Несколько дней судно дрейфовало в плотном льду, трёхсуточный шторм понёс экспедицию на север, но затем течения вновь отнесли её к югу. Свердруп окончательно отказался от гренландских планов (может быть и потому, что не хотел злить Пири и, как следствие, ухудшать отношения с США) и принял решение пройти возможно дальше на запад проливом Джонс, продолжив картографирование острова Элсмир. 22 августа удалось забить 22 моржа. Для экономии времени их подняли прямо на борт, и во время шторма в проливе Леди-Анн туши испачкали салом и кровью всю палубу. Чуть позже было добыто ещё 11 животных.

#### Осенние заботы. Смерть Браскерюда

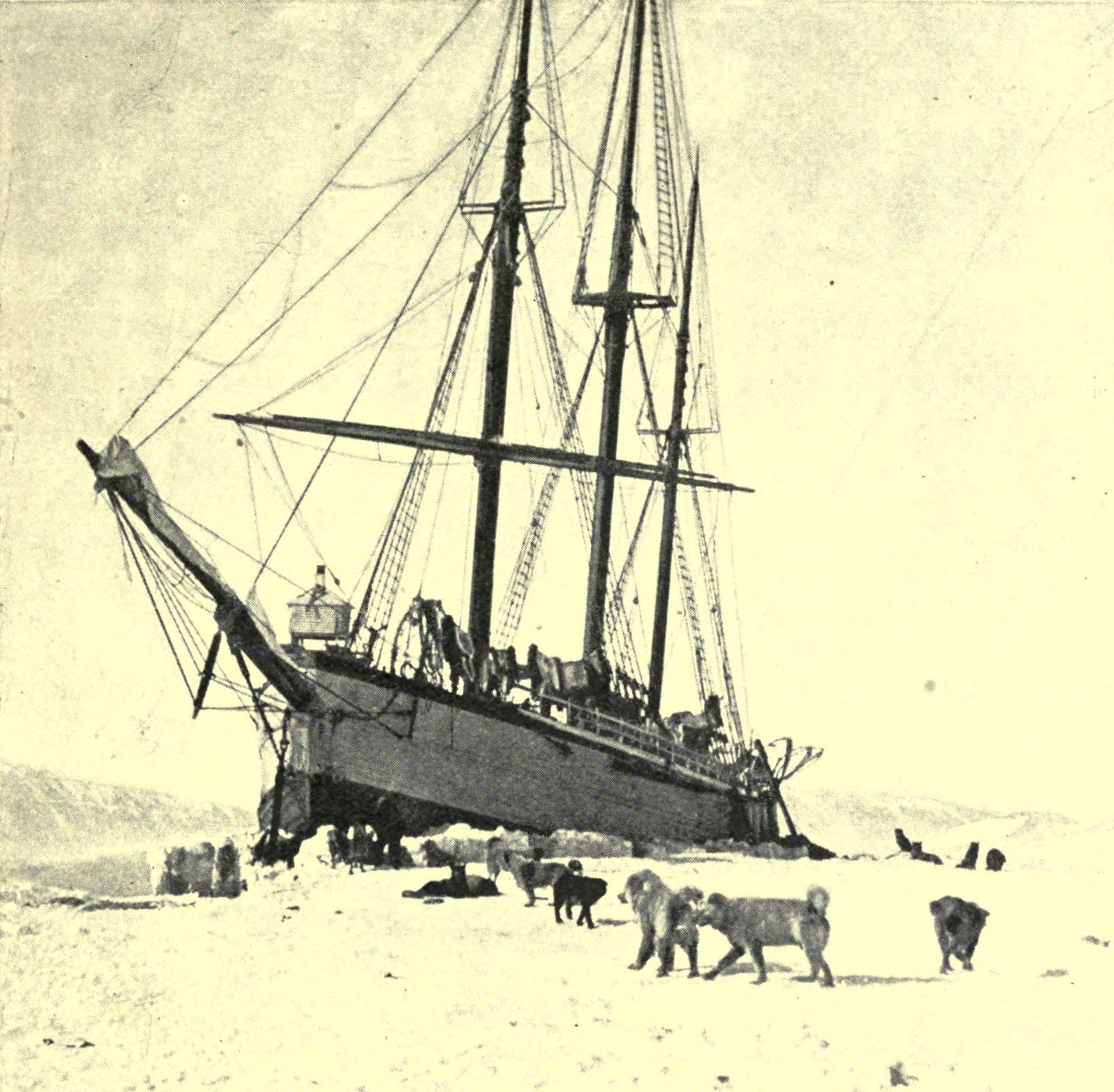
«Фрам» на зимовке. Фото сделано в сезон 1901—1902 годов

Обогнув остров Кобург, «Фрам» направился в пролив Джонс к неизвестным побережьям острова Элсмир, чтобы найти место для зимовки. Удалось обнаружить чистый ото льда фьорд, названный именем корабля. Окрестности также производили благоприятное впечатление — берега были покрыты пышной для Арктики растительностью, вызвавшей у ботаника Симмонса большой энтузиазм. Однако Свердруп не учёл, что вход во фьорд изобиловал подводными камнями, открывшимися во время отлива, и 28 августа гавань пришлось оставить. Погода всё это время была туманной, с непрерывными дождями и штормовыми ветрами, сносившими судно на запад. Несмотря на шторм, удалось найти глубоководную бухту (Хавн-фьорд), позволившую подвести «Фрам» к самому берегу. Свердрупа беспокоило, имеется ли на берегу живность для снабжения людей и собак свежим мясом. Разведка на шлюпках показала, что лучшего места для стоянки не найти. 1 сентября началась подготовка к зиме: Нёдтведт ввинтил в береговые скалы рым-болты (по свидетельству Ч. Джонсона, даже в 2014 году они ещё оставались на своих местах), и «Фрам» был надёжно принайтовлен со стороны кормы. Сразу же начались неприятности: по-видимому, норвежцы подхватили от людей Пири какую-то инфекцию. Особенно тяжело перенёс болезнь Педер Хенриксен, он страдал кровохарканьем и отёками ног, а на борту уже не было врача, который бы мог настоять на соблюдении режима или проследить за правильностью принимаемых мер. Болезни не останавливали Свердрупа: пока не началась полярная ночь, его группа — в составе самого капитана, Исаксена, Фосхейма и Штольца — погрузилась вместе с упряжкой собак в шлюпку и прошла морем 50 миль до следующего фьорда залива Джонс (его назвали Лодочным), откуда приступила к обследованию суши. Однако зима наступила слишком рано, залив покрылся слоем «сала» (кристаллизующегося на поверхности льда), ветры нанесли во фьорд плотные морские льды и передвижение на шлюпке стало невозможным — а до «Фрама» было ещё 70 км. Было принято решение ждать, когда лёд окончательно схватится. Группе Свердрупа пришлось выкопать в дёрне землянку, обложить её камнями и использовать шлюпку в качестве кровли (при длине 6 м она позволяла стоять под килем в полный рост). В окрестностях водилось много полярных зайцев и куропаток, поэтому трёхнедельное пребывание группы Свердрупа было относительно комфортным. Свердруп также упоминал, что из крови забитого на мясо тюленя были приготовлены оладьи, которые норвежцы считали большим деликатесом. Только 6 октября удалось выступить на юг на взятых с собой нартах (лодку бросили, рассчитывая забрать весной). 8 октября члены группы встретили Баумана и Бая, направленных на поиски своего капитана. Те принесли печальную весть: за несколько дней до того в возрасте 27 лет скончался кочегар Браскерюд от той же болезни, которой страдали Хенриксен и Нёдтведт, однако гарпунщик и механик пошли на поправку. Браскерюд был похоронен по морскому обычаю в полынье, а на берегу поставили гурий с крестом.

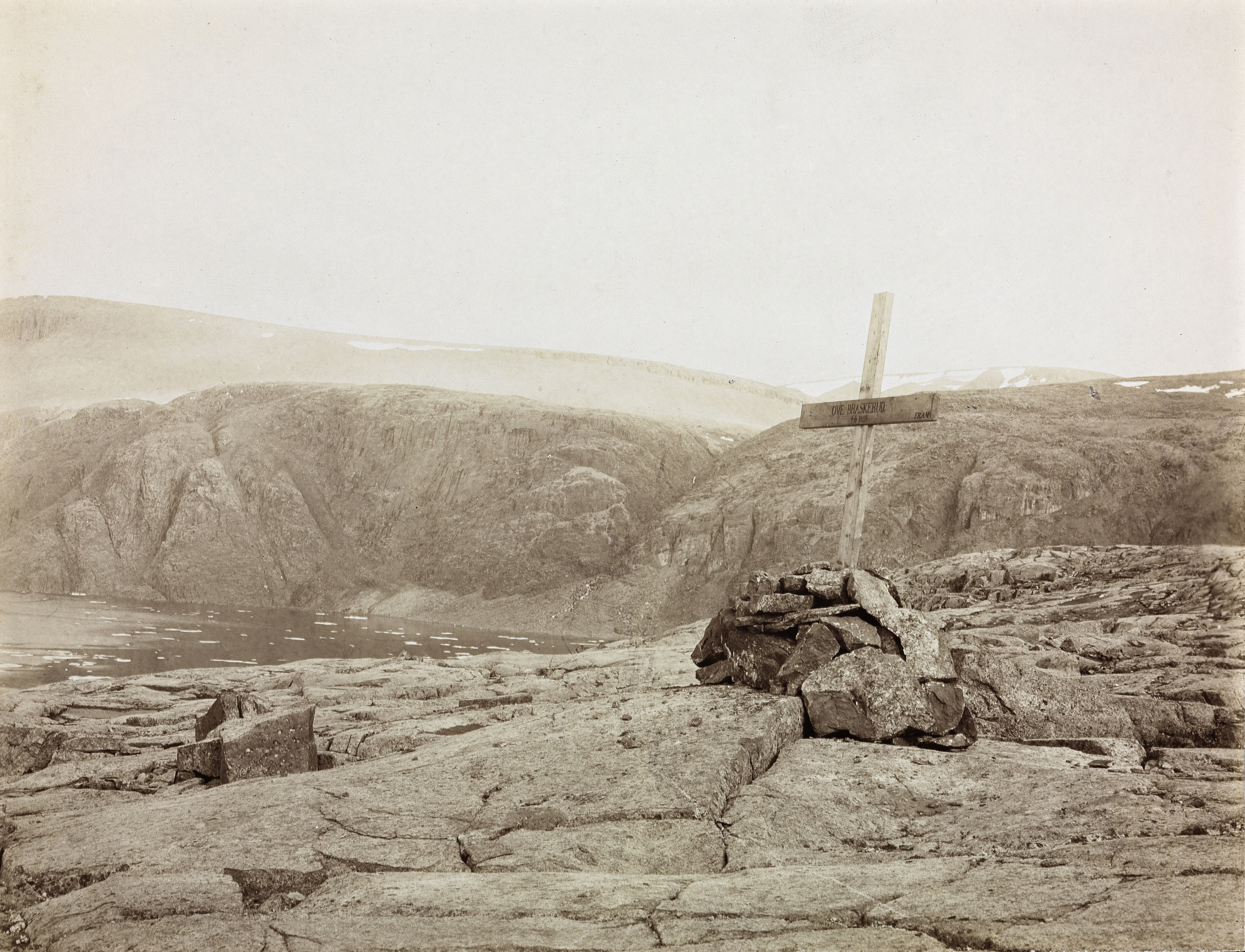
Могила Браскерюда

Чтобы отвлечь команду от мрачных мыслей, Свердруп принял решение до наступления полярной ночи произвести разведку местности. 13 октября на восток была отправлена группа Исаксена и Хасселя для привязки местности к имеющимся картам, а сам Свердруп с Фосхеймом, Скеем и Баем одновременно отправился к Лодочному фьорду, намереваясь пройти как можно дальше и заложить склады для весенних санных походов. Добравшись до очередного фьорда, группа Свердрупа забила на мясо большое стадо овцебыков — около 20 животных — и назвала фьорд в их честь. В ледяные бунты было заложено более полутора тонн говядины, а также мясо белых медведей, моржей, тюленей, более 100 зайцев и множество добытых птиц, включая чаек и куропаток. Большое количество мяса было доставлено и на борт «Фрама» (около 1700 кг одной только говядины), причём его доставку на нартах пришлось осуществлять после наступления полярной ночи. Оставшиеся на судне люди подготовили свою базу к зиме так же, как и в предыдущем году: закрыли брезентами палубные иллюминаторы и теплоизолировали их прессованным снегом, собак разместили в будках на льду около корабля, на лёд же перевели кузницу. Люди стремились занять себя во время зимовки: Ольсен разработал новый одометр и оснастил такими приборами все нарты. Однако празднование Рождества и Нового года было омрачено трёхмесячной болезнью Линдстрёма, за ним заболел Симмонс и последовал рецидив у Хенриксена, а Ронес отморозил ногу.
Согласно современному биографу Свердрупа Александру Вистингу, смерть Свендсена и Браскерюда и массовые заболевания поставили и командира, и его людей на грань нервного срыва. Дневник капитана зафиксировал сильнейшие колебания настроений: от бичевания экипажа до сильнейших упрёков самому себе. По словам Вистинга, дальнейшая экспедиционная активность Свердрупа была своего рода «наказанием самого себя».

### 1900 год: открытие островов Свердрупа и первая зимовка в Гёсе-фьорде

#### Весенние походы
Рождество и Новый год были унылыми: помимо смерти Браскерюда, команду угнетала тяжёлая болезнь Симмонса и Линдстрёма, от которой они не скоро оправились. Роль кока была возложена на Хасселя, и он справился с новыми обязанностями. Планы Свердрупа на следующий сезон были просты: как только взойдёт солнце, используя нарты и упряжки, пройти до начала залива Джонс, вдававшегося в остров Элсмир с запада. С наступлением лета «Фрам» также следовало переместить насколько возможно западнее и разместить на третью зимовку. За это время предстояло обследовать неизвестные побережья и соединить полученные сведения с картами Нэрса. Бауман затеял шить новые двухместные палатки, а Ольсену капитан заказал отлить и отковать из меди, олова и нейзильбера пять наборов походной посуды: большой варочный котёл, кольцевой котёл для растопки льда и кофейник, который ставился наверху. Из-за холодов мастерские разместились в обеих кают-компаниях «Фрама»: на корме оковывали металлом полозья нарт, а в носовом салоне расположились портные, которые шили палатки, обувь, меховую одежду, спальные мешки и упряжь для собак.

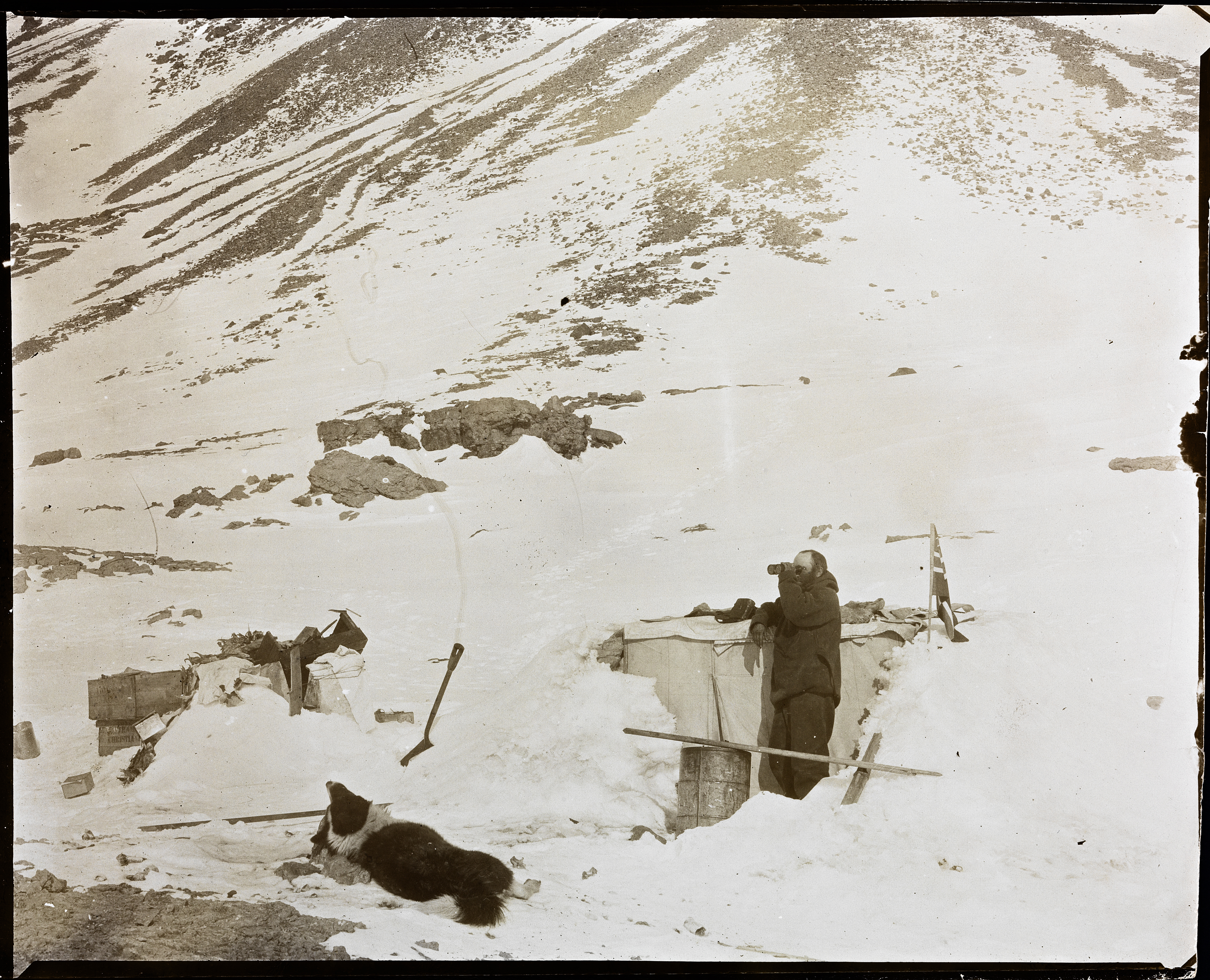
Эдвард Бай обозревает окрестности из Бьёрнборга

Первый поход в 1900 году начался 23 февраля — его целью было вернуть шлюпку, брошенную командой Свердрупа в её робинзонаде. В Лодочный фьорд отправили Исаксена, Бая, Схея и Штольца, и они сделали неприятное открытие: склады мяса (собачьего корма), заложенные в октябре 1899 года, были разграблены белыми медведями. Без промежуточной базы было немыслимо проводить санные походы, поэтому был открыт новый охотничий сезон. Мясной склад, предназначенный для большой экспедиции на запад, был назван Бьёрнборгом («Медвежьей крепостью»), единственным сторожем вызвался быть Эдвард Бай, который три месяца прожил там в полной изоляции, в компании одной лишь собаки. 20 марта в большой санный поход отправились три группы: Исаксен и Хассель, Свердруп и Фосхейм, Хенриксен и Схей. Бауман и Ронес курсировали между отрядами, снабжая их провиантом и керосином. Всего в походе было задействовано 9 человек, управляющих 9 нартами, в которые были запряжены 55 собак. На каждые нарты приходилось около 300 кг снаряжения. На борту осталось 5 человек, они переселились на ют; с целью экономии топлива отапливали только кормовые помещения. Главным открытием экспедиции стал узкий пролив между островами Элсмир и Норт-Кент. Его достигли в сильный мороз и буран, дав перевалу имя Адские врата — Хелл-Гейт. Здесь едва не погибла упряжка собак, провалившаяся под лёд. Пролив получил от Свердрупа имя Норвежский. 30 марта показались горы, но обследовать их было невозможно. Температура держалась на уровне −42 °C, в результате чего коньяк, взятый Ронесом, замёрз, и во время празднования экспедиционеры его съели. Помимо сильных морозов, очень тяжёлой была ледовая обстановка: залив был сильно всторошенным, а рельеф суши — сложным. Преимущественно Свердруп использовал для переходов узкую полосу припая. В некоторых местах через торосы и гребни сжатий приходилось в буквальном смысле пробиваться, действуя ломами и кирками; иногда сил собак не хватало для преодоления препятствий, и в нарты впрягались люди.
От Норвежского пролива Свердруп и Исаксен, имея 12 собак, попытались пройти на север. Они открыли остров Аксель-Хейберг. Постоянные штормы вынудили их вернуться. Все группы собрались в Бьёрнборге 1 июня 1900 года. Бая на посту хранителя базы сменил Фосхейм (когда экспедиционеры явились в Бьёрнборг, зоолог мирно спал). За всё это время Бай не видел ни одного медведя. Охотничья добыча в этих местах была скудной: когда Свердруп и Фосхейм решили разведать северную оконечность острова Аксель-Хейберг (и достигли 81° с. ш. — самой северной точки в экспедиции), им удалось убить единственного зайца — первую дичь за месяц. Собаки (их было 12) к тому времени настолько оголодали, что сгрызли кожаные намордники и ремни.
В весенне-летний период 1900 года пять экспедиционных партий провели в поле суммарно 282 дня, проделав путь 8840 км, преимущественно — по совершенно неисследованным территориям.

#### Пожар на «Фраме» 27 мая

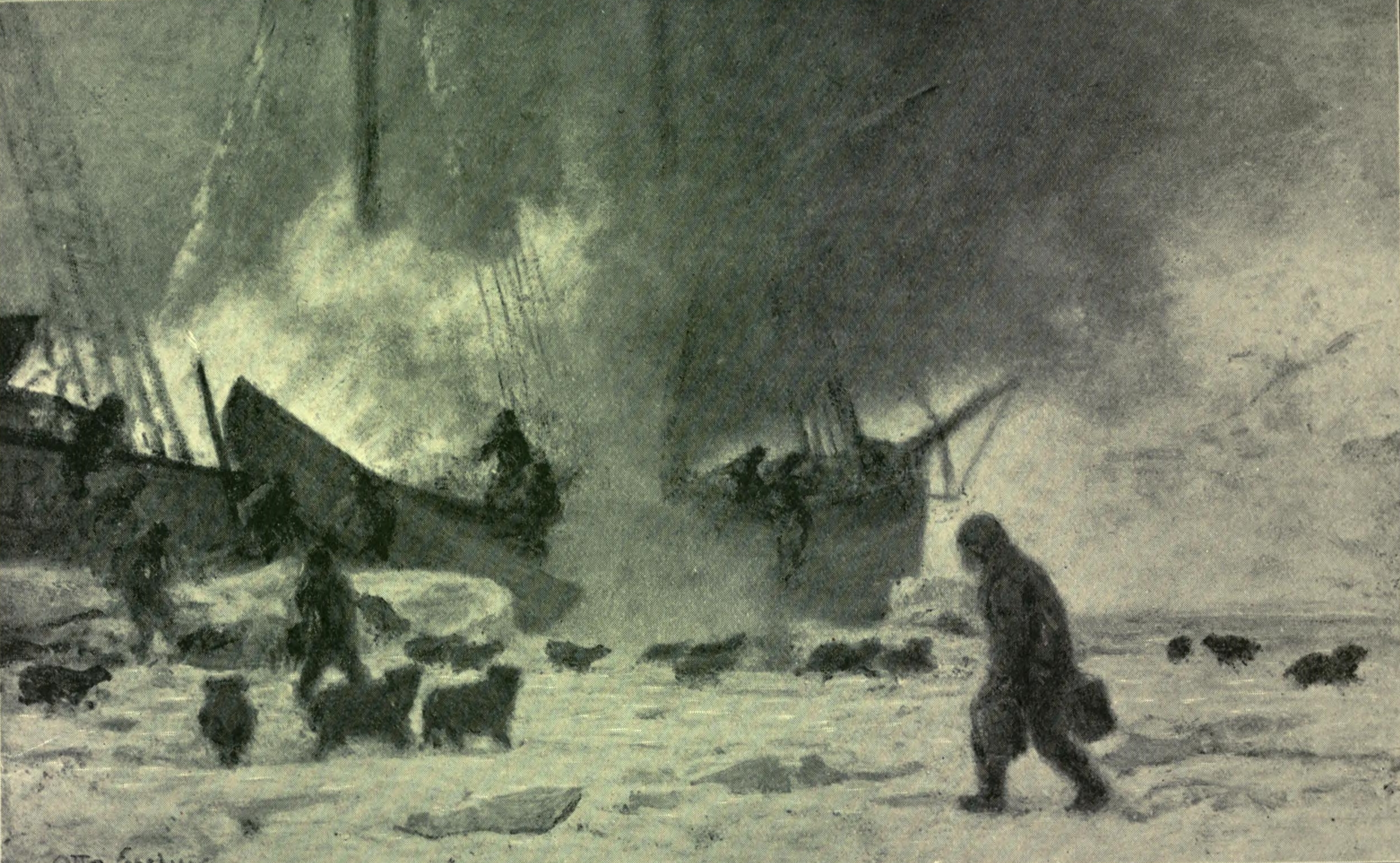
Пожар на «Фраме» 27 мая 1900 года. Рисунок Отто Синдинга: во время происшествия у экипажа не было времени и желания фотографировать события

Самый опасный момент во всём путешествии наступил 27 мая 1900 года, когда экспедиция едва не лишилась «Фрама». Искры из камбузной трубы подожгли тент, растянутый над всем судном, занялась крыша рубки, а затем вспыхнули пиломатериалы и 16 каяков, пропитанных для водонепроницаемости парафином. Стали гореть и ванты, кроме того, на палубе стоял бак с 200 л керосина, а рядом стояли ящики с боеприпасами. Пожар был обнаружен на ранней стадии благодаря тому, что Симмонс вышел после обеда на прогулку. Благодаря решительности Симмонса и слаженности действий команды удалось оттащить боеприпасы и начать тушить огонь, поскольку под бортом была открытая полынья. Чтобы справиться с огнём, потребовалось около получаса, удачей было и то, что керосиновый бак был достаточно прочным и герметично закрытым. Потери оказались небольшими: погибли все каяки, много комплектов лыж, пиломатериалы, паруса на грот-мачте и бегучий такелаж, а также шкуры овцебыков и белых медведей; расплавилась оловянная и медная посуда. Практически всё это можно было восстановить. Корпус судна совершенно не пострадал, палуба и мачты были слегка опалены. Заслуги Симмонса были вознаграждены командиром: именем ботаника был назван полуостров у Адских врат.

#### Полярное лето
В мае — июне Исаксен и Хассель обследовали южную оконечность острова Аксель-Хейберг и далее пошли на восток, картографируя запутанную береговую линию острова Элсмир. Однако погода была постоянно плохой, льды очень тяжёлыми, и исследователи вернулись через Адские врата. 5 июня Свердруп даже отправил на их поиски специальную партию, но её участники с ними разминулись. Исаксен с Хасселем вернулись на «Фрам» 19 июня, а партия сопровождения — на следующий день. Вскоре началась полярная весна: на холмах быстро таяли снег и лёд, появились цветы и насекомые. Команда «Фрама» деятельно взялась за сборы зооботанических образцов, в том числе посредством траления дна фьордов. Попутно заготовлялась тюленина. Кроме того, следовало установить такелаж и сшить новые паруса взамен утраченных в пожаре. Поскольку Нёдтведт трудился едва ли не круглосуточно, Свердруп пристроил к кузнице баню, которая стала самым любимым развлечением команды.

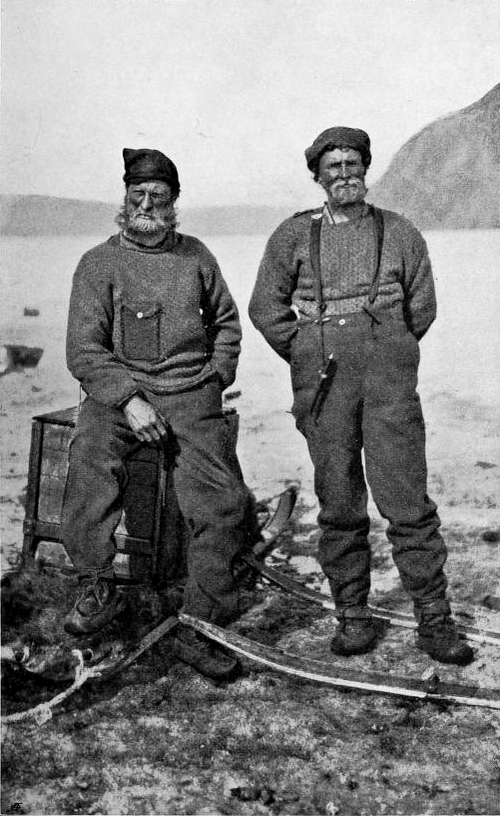
Исаксен и Хассель после возвращения

19 июня 1900 года «Фрам» оказался на чистой воде. Свердруп пришёл к выводу, что ледовые условия в бассейне Кейна не позволят пробиться к северу, а кроме того, он не желал ссориться с Пири. Было принято решение перевести «Фрам» как можно глубже в пролив Джонса, чтобы продолжить картографирование неизвестных полярных островов. Предстояло обогнуть остров Девон с севера, пройти проливы Пенни и Веллингтона и зазимовать, если получится, у острова Виктории. Иными словами, Свердруп хотел пройти по следам последней экспедиции Франклина. Начальник экспедиции ежедневно поднимался на сопки для разведки состояния льда. 8 августа фарватер оказался совершенно чист и установилась ясная погода. На следующий день были разведены пары, на борт занесли кузницу и погрузили 54 собаки и 20 щенков. Через три дня команда достигла полуострова на Северном Девоне, названном в честь Колина Арчера, откуда Свердруп намеревался пройти через Кардиганский залив. Вскоре «Фрам» столкнулся с мощными ледовыми полями и сильными течениями, причём пролив (близ Адских врат) имел ширину всего в 10 миль. Хотя команда была полна решимости преодолеть его, внезапно спустился густой туман. Сильный северо-западный ветер принёс ледовые поля, и «Фрам» до 24 августа дрейфовал близ северного устья залива Кардиган. Далее пришлось идти на юг по ветру, причём стало ощутимо холодать — наступала зима. Свердруп приказал готовиться к зимовке во льдах: погасили топку, осушили котёл и законсервировали паровую машину. Руль, как во время дрейфа в Арктике, был поднят из колодца, но винт оставлен на месте. Кузницу спустили на лёд и перевели туда же собак. Однако Свердрупа беспокоило, что лёд был крайне изломан, а берег слишком близок. Бауман и Ронес убедили командира, что необходимо запастись свежим мясом на зиму; их отпустили в разведку вокруг залива Артур. Через три дня после их ухода длинная узкая полынья близ судна внезапно разошлась, и пришлось срочно спасать собак и имущество, сложенное на льду. Далее северо-восточный ветер сменился на юго-восточный и достиг штормовой силы; «Фрам» отнесло к острову Грэм, а Бауман и Ронес остались в 50 милях от своей базы. Поскольку вскрылись морские льды, Свердруп распорядился в кратчайший срок запустить паровую машину. Командир понадеялся, что Ронес и Бауман увидят эволюции судна с сопок и поймут его намерения, и этот расчёт оказался правильным. Их экскурсия была совершенно неудачной, поскольку они не видели никакой дичи, а с собой у них был только недельный запас провианта.

#### Гёсе-фьорд. Зимовка

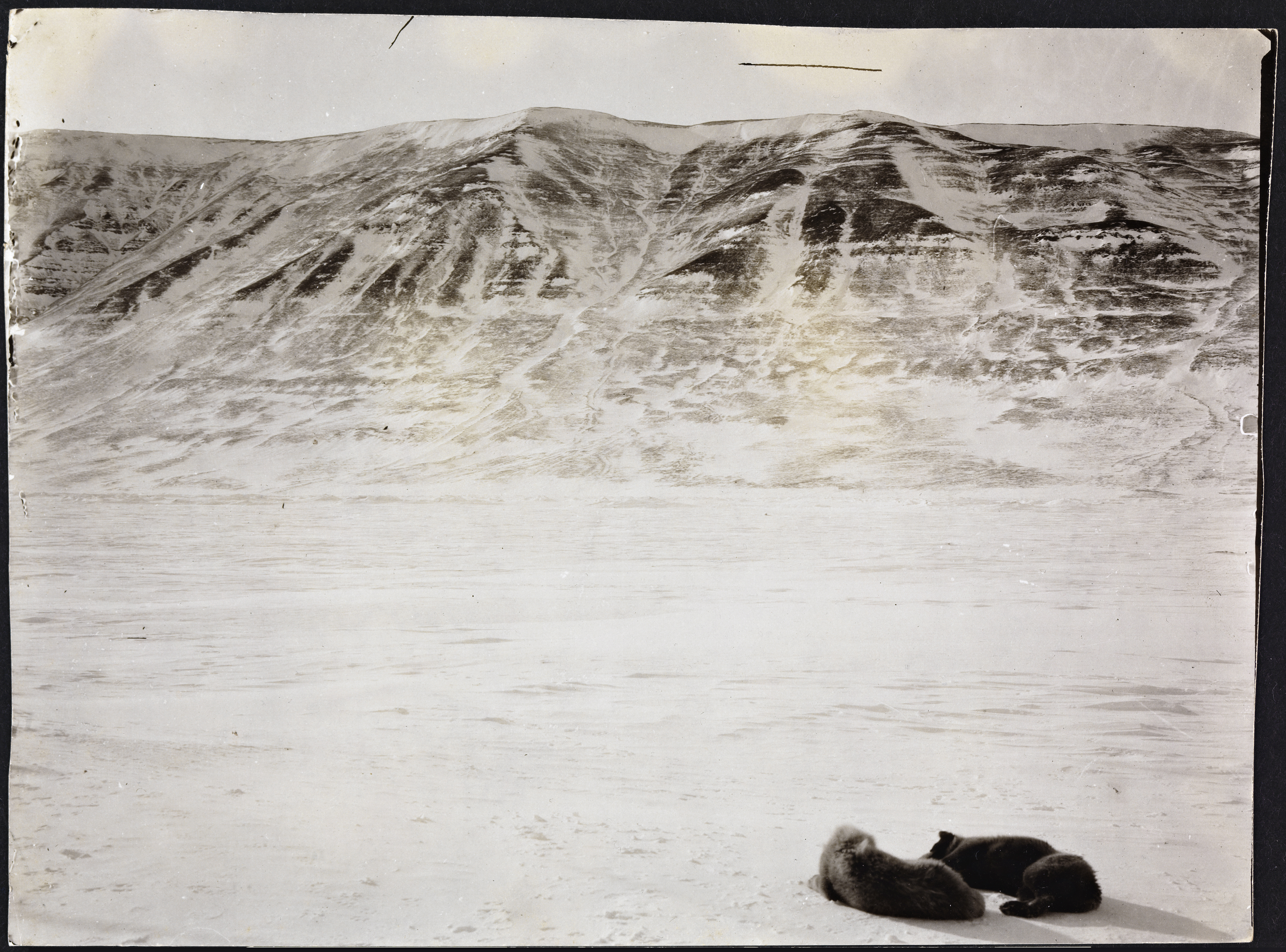
Типичный ландшафт островов, обследованных экспедицией

17 сентября Свердруп решил становиться на третью зимовку в Гёсе-фьорде (Гусином фьорде), открытом предыдущей весной. Здесь была тихая погода и залив, свободный ото льда; на суше ещё не было снега. «Фрам» был надёжно принайтовлен в 2,5 км от устья фьорда. При первой же высадке на берег Свердруп и Ронес застрелили медведя, а Фосхейм нашёл стадо из 11 овцебыков, а потом ещё одно той же численности. Памятуя о прошлом опыте, Свердруп остался сторожить мясо, пока остальные не перевезут его на борт.
После того, как запасы были пополнены, Свердруп приступил к планированию весенних походов. В первую очередь следовало закончить исследование очертаний и структуры островов Элсмир и Аксель-Хейберг. Свердруп предполагал, что именно горные ледники этих островов являлись источником айсбергов в Норвежском заливе. Предварительную разведку командир начал 18 октября — это была 10-дневная экскурсия по следам Исаксена и Хасселя. Свердруп взял с собой неопытного лыжника Карла Ольсена. Сначала они заложили промежуточный склад «Нурстранн» в северной части полуострова Симмонс. Однако при попытке достигнуть острова Грэм по морскому льду путешественники попали в снежный шторм, причём на гладком льду собаки и сани не могли выдерживать направления, а Ольсен вывихнул руку при падении. Два дня экспедиционеры просидели в палатке в Нурстранне, причём снегопад был такой, что полностью завалило и палатку, и собак (трое собак задохнулись). Ольсен страдал от ранения, поскольку вправить руку так и не удалось — это сделали Симмонс и Фосхейм уже после возвращения на «Фрам». Для этого пришлось обратиться к медицинским справочникам покойного Свендсена. Операцию провели под наркозом, но Свердруп и Ольсен побоялись применить хлороформ, а вместо этого по старой морской практике воспользовались алкоголем. Больше из-за постоянно штормовой погоды не удалось совершить ни одной экскурсии. Лишь Исаксен рисковал охотиться на льду и на побережье и добыл ещё нескольких медведей и овцебыков. На «Фраме» охота никогда не была спортивным мероприятием, поскольку и людям, и собакам требовалось много свежего мяса, крови и внутренностей — это была самая надёжная профилактика цинги, а шкуры шли на полярную одежду, спальные мешки и прочее.
С наступлением полярной ночи команда «Фрама» всё больше времени проводила в тёплом помещении (самыми неприятными обязанностями были метеорологические наблюдения и присмотр за собаками на льду). Однако в столярной мастерской Фосхейма, где приводили в порядок нарты и каяки, температура не превышала нулевой. Обстановку разряжали праздники и дни рождения. Незадолго до Нового года на «Фрам» совершила нападение стая волков, привлечённых собаками, мясными складами и мусорными кучами. Даже опытный охотник Свердруп назвал волков «злыми»; Э. Бай успел застрелить вожака стаи, после чего хищники сменили тактику и совершали короткие грабительские набеги поодиночке. Больше ни одного волка застрелить не удалось, бесполезными оказались и ловушки. Только весной удалось поймать двух волков живыми в капкан.

### 1901 год: открытия и разочарования

#### Завершение открытий на Островах Свердрупа

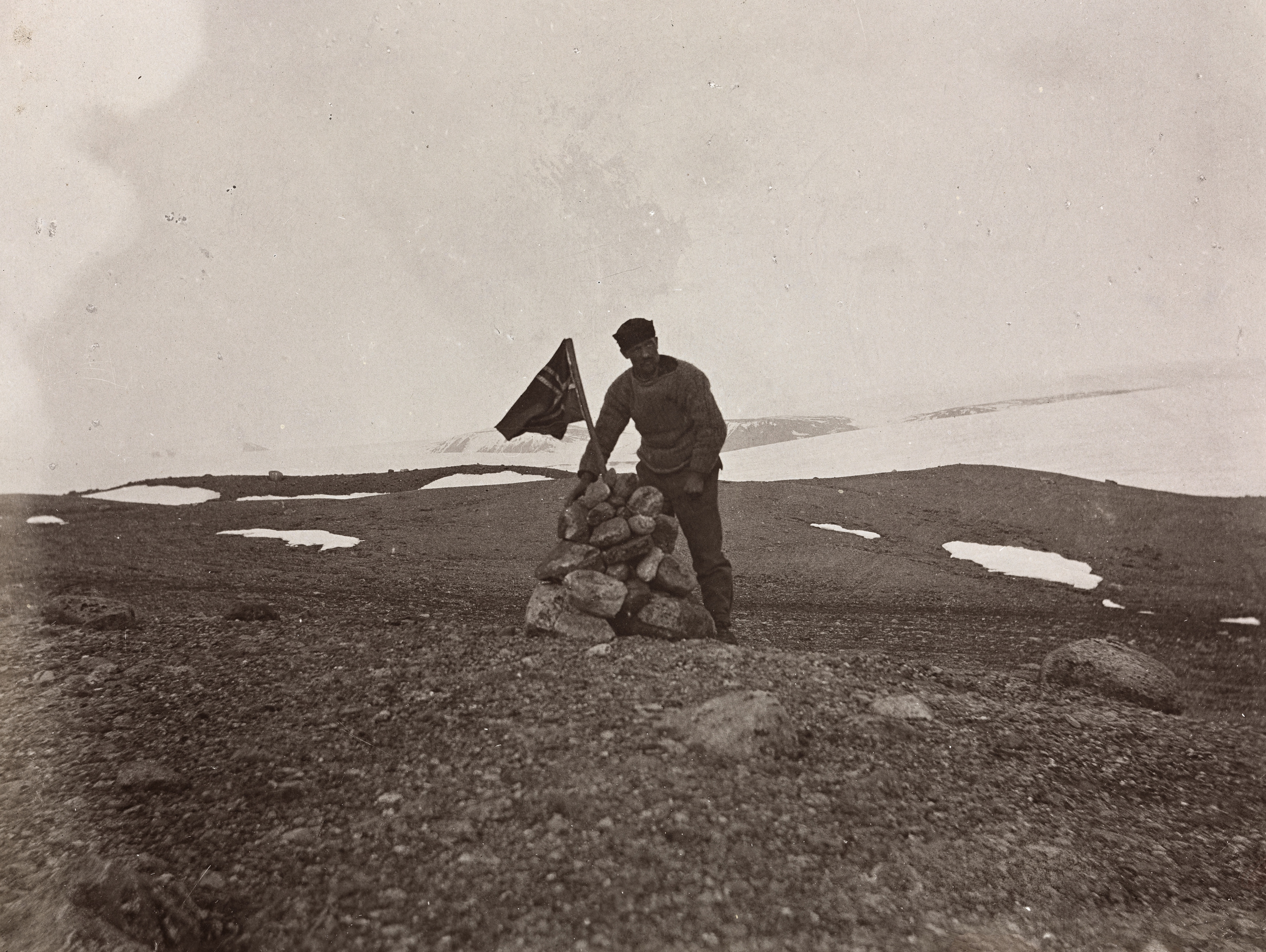
Гурий, воздвигнутый на острове Аксель-Хейберг

После наступления полярного дня Свердруп приступил к закладке складов. Командир выделил две партии в 8 и 6 человек — северную и западную, которые в полном составе выступили 12 марта при морозе −56 °F (−48 °C), при этом светило яркое солнце и не было ветра. Весь экипаж заночевал в поле в Нурстранне, а затем отряды разделились. Закладка складов потребовала у северной группы 13 дней, у южной — полных две недели. Склады были заложены более чем в 100 милях от судна — на перешейке полуострова Бьорн и на Юго-Западном мысе и острове Грэм. Группа Исаксена прошла до западного края острова Аксель-Хейберг. Свердруп добрался до пролива между Аксель-Хейбергом и Элсмиром, названного им Эврика. Однако тягло на морозе сильно истощило собак, поэтому Свердруп сделал перерыв для откорма.
8 апреля 1901 года — в понедельник после Пасхи — «Фрам» покинули четыре санных партии по два человека в каждой. Расстались они после Нурстранна: Исаксен и Хассель были отправлены к неизвестным землям на западе; Свердруп и Схей и отдельно Фосхейм и Ронес двинулись попарно на север, а Бауман и Хенриксен должны были снабжать эти группы всем необходимым. Весь следующий месяц Свердруп использовал три группы для обследования ледовых пространств между островами Аксель-Хейберг и Элсмир. Обследовав Бауман-фьорд, они наткнулись на непроходимую горную перемычку и отступили, назвав крайнюю точку Вендом-фьорд (Возвратный). Попытки найти другие проходы привели к тому, что Свердруп вторично открыл Бай-фьорд, но теперь вышел к нему снизу — с побережья, а не нагорья. 4 мая сводная команда, наконец, разделилась. Исаксен и Хассель обследовали западные острова, открыв Амунд-Рингнес и Эллеф-Рингнес, Бауман и Штольц картографировали фьорды на востоке Норвежского пролива. Здесь они нашли мощные залежи угля и окаменелый доисторический лес, отдельные стволы которого имели в диаметре больше метра. Фосхейм и Ронес тогда же переправились через пролив Эврика и продвинулись до Грили-фьорда. 13 июня они вернулись на «Фрам», проделав 1550 км за 67 дней. Свердруп и Схей совершили 77-дневный поход, в ходе которого нашли многочисленные следы пребывания эскимосов, но людей не видели. Они пытались пройти как можно севернее, и в результате достигли пролива Нансена. Погода всё это время была очень плохой, а туман приводил к тому, что горизонт сливался с поверхностью льдов. Чтобы не потерять из виду палатку во время шторма, они придумали оригинальную «веху»: и Свердруп, и Схей выходили на воздух, набив рот жевательным табаком, отмечая дистанцию плевками, хорошо различимыми на снегу. На обратном пути Схей деятельно собирал окаменелости, в результате у путников груз был намного тяжелее, чем когда они покидали «Фрам». На Свердрупа огромное впечатление произвёл энтузиазм Схея, и он не без иронии описывал, как тот относился к кускам угля, «словно они были золотыми самородками», и упаковывал их во всё, что у них было: портянки, запасную одежду, шкуры, и прочее. Возвращаясь на судно, 16 июня Свердруп и Схей попали в сплошные поля тающего «сала» — мелкого кристаллического льда. Только 17 июня они благополучно возвратились на «Фрам»: к тому времени уже вся команда была на борту.
В совокупности группы Свердрупа и Исаксена провели в поле 250 дней, покрыв расстояние 6420 км.

#### Вынужденная зимовка
Погода переменилась: к 17 июня температура достигла нулевой отметки. 12 августа Свердруп попытался покинуть место зимовки, однако льды не давали прохода, причём до открытой воды было буквально несколько сотен метров. Были начаты взрывные работы, но 5 сентября разыгрался ураган, и стало ясно, что придётся зимовать ещё раз. За месяц «Фрам» продвинулся всего на 10 миль, и ещё 6 было до кромки открытой воды. Запасов топлива и провианта было достаточно для безбедной зимовки, но неожиданно обнаружился дефицит кофе и сливочного масла. Пришлось убрать послеобеденный кофе из меню и ввести рационирование масла. Для пополнения запасов вновь был открыт сезон охоты: команда двинулась в Норвежский залив и пролив Джонс на лодках, чтобы добыть побольше моржей и тюленей, на суше массово забивали медведей, овцебыков и оленей-карибу. Как обычно, свежее мясо закладывали в ледяные бунты, а затем челночными партиями доставляли на «Фрам». Кроме того, Свердруп произвёл инспекцию ездовых собак и щенков, после чего слишком старые особи были застрелены и разделаны на корм своим собратьям. После наступления полярной ночи команда больше отдыхала и праздновала, а также изыскивала другие пути для развлечений. Эдвард Бай написал роман под названием «Гунхильд» о путешественниках в Гренландию, которые нашли в полярном оазисе потомков древних норманнов; чтения с продолжением участники экспедиции ожидали с нетерпением. На зимовке многие увлеклись резьбой по моржовой кости. В конце зимы Свердруп распорядился засыпать песком 8-километровый канал во льдах к устью фьорда, чтобы ускорить весеннее таяние льдов; в этой затее с огромным энтузиазмом участвовала вся команда, перетаскивая на нартах ящики с песком, добываемым на берегу.

### 1902 год: завершение исследований

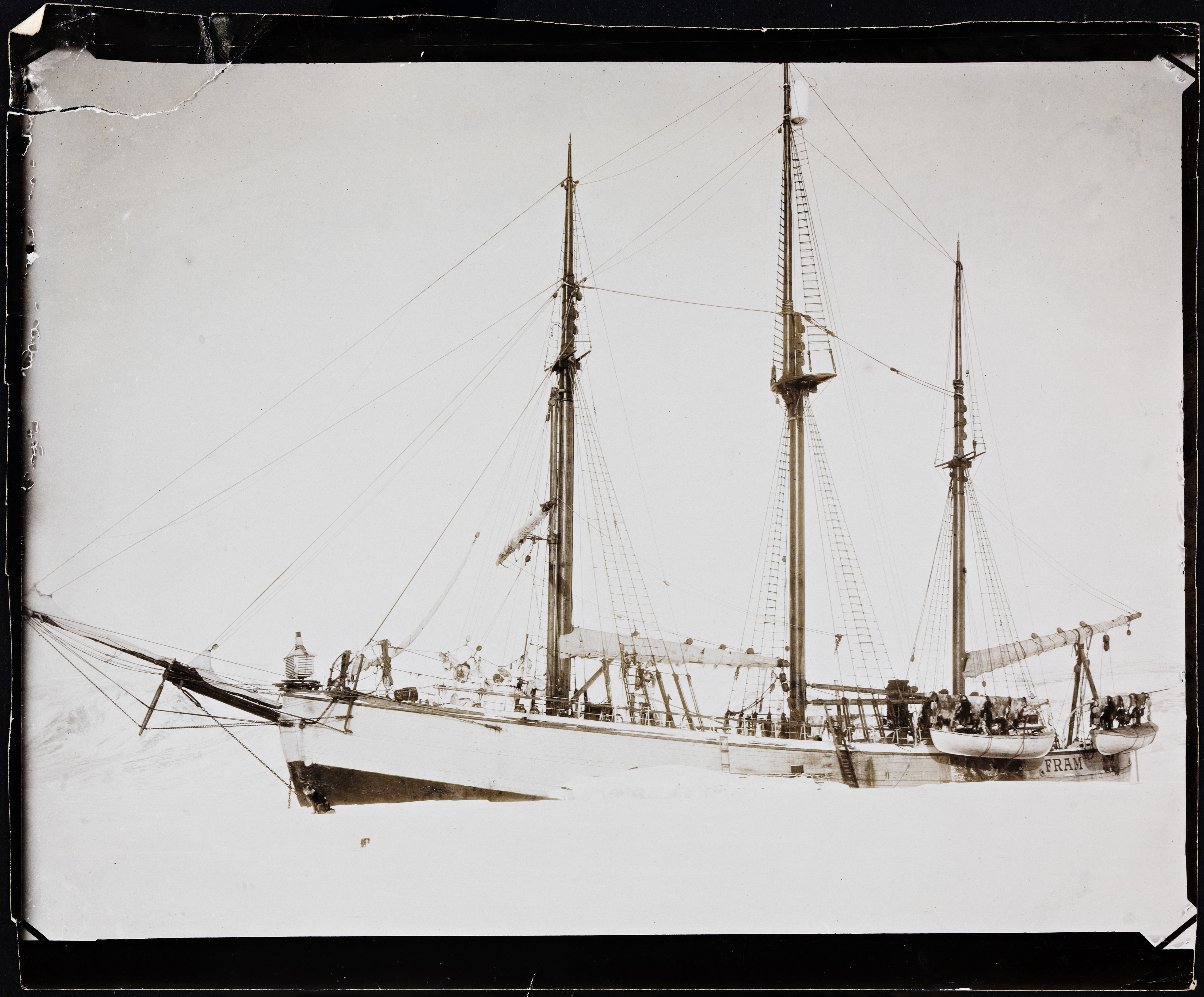
«Фрам» на зимовке

#### Весенние и летние походы
Когда наступил полярный день, в марте—апреле Бауман, Фосхейм и Хассель разведали остров Коун в проливе Джонса. Здесь были установлены семь гуриев с запаянными в жестяных коробках отчётами об экспедиции, адресованными любому промысловому судну. К тому времени отсутствие новостей с «Фрама» превысило оговорённые сроки, что нервировало членов команды; капитан беспокоился, что в Норвегии могут организовать спасательную экспедицию. Свердруп рассчитывал на запасы, сделанные британскими моряками во время поисков Франклина, на случай, если и в 1902 году не получится вывести судно из фьорда, и придётся добираться до дома окольными путями. Фосхейм и Ронес совершили поход к полуострову Бичи, где Джон Росс оставил в 1850 году большой склад, но оказалось, что склад разграблен эскимосами и европейскими промысловиками; вмёрзший в лёд корабль «Мэри», на который рассчитывал Свердруп в случае, если придётся бросить блокированный «Фрам», был разломан на дрова и деловые нужды. Летом Исаксеном и Баем проводилось картографирование острова Девон и Гёсе-фьорда. Здесь вновь было найдено большое количество окаменелостей. Неожиданно возник острый конфликт со Штольцем: он так и не смог приобрести необходимые навыки лыжника и каюра и сильно мешал при исследованиях. Когда Свердруп оставил его на судне, он возмутился против капитана и стал изгоем в команде. Далее Свердруп и Схей, несмотря на плохую погоду и изломанный лёд, двинулись на север с целью достичь крайней точки, достигнутой когда-то людьми Нэрса, и завершить картографирование острова. Это удалось сделать 8 мая; на «Фрам» капитан с помощником вернулись 16 июня, проведя в походе 75 дней. Все четыре санные партии в весенне-летний сезон провели в поле 168 дней, пройдя 4240 км.

#### Освобождение «Фрама»
Наступало полярное лето, сопровождаемое таянием льдов. Свердруп мобилизовал команду, чтобы освободить судно и вернуться на родину. Расчёт на полосу песка во льдах полностью оправдался: безо всяких усилий возник канал длиной 4 мили, что составляло примерно половину пути до открытой воды. Однако «Фрам» полностью вмёрз в лёд, поэтому, чтобы не изнурять людей, Бай, Симмонс, Исаксен были 7 июля отправлены на шлюпке с приказом достигнуть Адских врат и возвратиться к 20 июля. Им предстояло вернуть брошенную там в прошлом году лодку и забрать геологические образцы и мясо. К 15 июля льды вокруг корабля растаяли, и «Фрам» сам сошёл на воду. Оставшиеся 10 моряков стали поспешно собираться: шлюпки были подвешены на шлюпбалках, собак водворили на палубу. Были разведены пары, однако ветра и течения оказались совершенно непредсказуемыми: «Фрам» сначала сносило к побережью, а затем вынесло в канал. Однажды в лёд вмёрзла якорная цепь, что могло привести к опрокидыванию судна, и пришлось аврально спускаться на лёд для пиления и бурения. За 11 дней тяжёлой борьбы удалось пройти всего 2 мили. 30 июля на «Фрам» навалилось ледовое поле и выжало тяжёлый корабль на мелководье, ветер всё это время был встречный. Свердруп был готов разгружать трюмы и тянуть судно на якоре, но внезапно ветер переменился и опасность миновала.

#### Возвращение

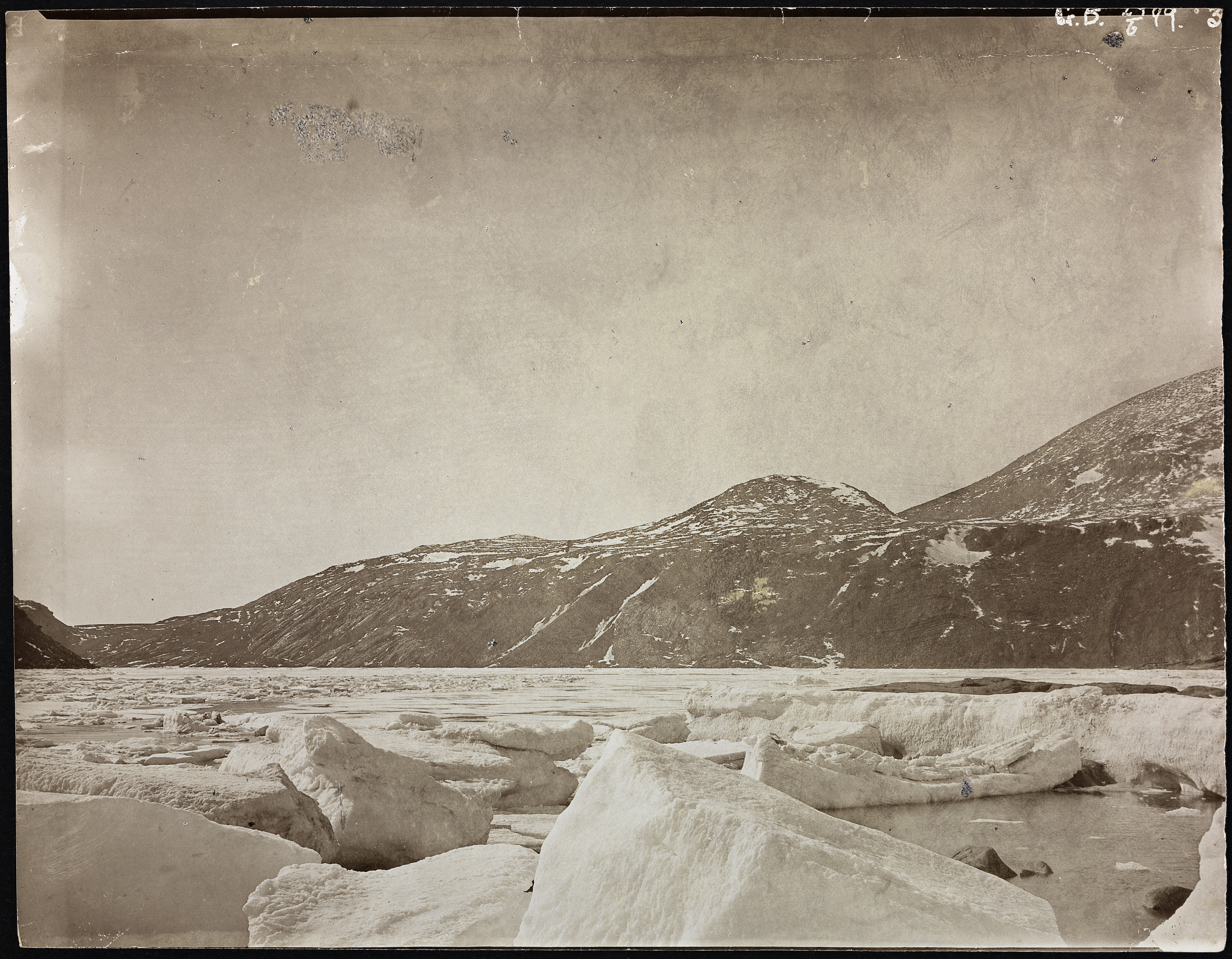
Льды у западного побережья пролива Райс

К началу августа «Фрам» сдерживало только отсутствие четверых путешественников. 5 августа Схей, обозревая окрестности в бинокль, заметил на суше движение и норвежский флаг. Свердруп сам отправился встречать группу Исаксена: оказалось, что из-за постоянно плохой погоды члены группы разделились — двое пошли на шлюпке, а двое страховали их с берега. Из-за тяжёлых ледовых условий Бай, Симмонс, Исаксен и Хенриксен 10 дней провели на небольшом островке, выдержав дожди, ураганные ветра и нехватку провианта. Были и хорошие новости: с нагорья было видно, что пролив Джонса освободился от льда с восточной стороны, поэтому при благоприятном ветре «Фрам» вполне мог выйти из фьордов. 6 августа вскрылись льды, после чего «Фрам» смог начать продвижение к Гренландии. Штормовую погоду пришлось пережидать в Хавн-фьорде, за два дня стоянки на старом месте удалось зашить паруса, заменить снасти и разработать блоки, перегрузить уголь из трюма и привести в порядок надгробие Браскерюда. 16 августа в тумане уже была видна Гренландия, и на следующий день команда прибыла в Годхавн, на южном побережье острова Диско. Пребывание в датской колонии длилось три дня. За это время члены команды узнавали новости, встречались с местными жителями, запаслись углём на обратный путь и некоторыми «предметами роскоши» (кофе, табаком и свежим хлебом). Большинство собак было возвращено прежним владельцам, однако старых животных застрелили (по Свердрупу — из соображений гуманности: эскимосы не кормили собак, не способных больше к работе). Местные жители охотно забирали туши на мясо и шкуры. Нескольких особей обоих полов Свердруп забрал для расплода в Норвегию.
Для перехода до Норвегии не хватало двух членов команды: Хенриксен повредил в Годхавне колено гарпуном и не мог исполнять обязанности матроса, а Ольсен ещё в Гёсе-фьорде вывихнул вторую руку и не восстановился. Линдстрёма пришлось поставить кочегаром, а его обязанности перешли к Хасселю. Капитан Свердруп попросил передать ему двух матросов с датского судна снабжения и получил одного, а затем удалось снять ещё одного матроса с торгового судна. Мыс Фарвель обогнули в шторм, но далее погода наладилась. 31 августа, когда судно находилось в 200 милях от южной оконечности Гренландии, произошла серьёзная авария паровой машины, которую можно было отныне запускать на небольшой срок и только при низком давлении пара; остальной путь пришлось проделать под парусами. 17 сентября «Фрам» прошёл между Шетландским и Оркнейским архипелагами и 18 сентября достиг острова Утсира, где, однако, пришлось сутки ждать лоцмана. Ещё через день экспедиция была в Ставангере, в котором «Фрам» встречала целая процессия лодок, ботов и яхт, полных досужими зрителями. Команде круглосуточно доставляли поздравительные письма и телеграммы. Вскоре прибыл флагман норвежского флота «Хеймдаль», который отбуксировал судно в Кристианию. «Хеймдалем» командовал Сигурд Скотт-Хансен.
Чествование экспедиции не уступало встрече 1896 года. 600-километровый переход из Ставангера в Кристианию занял 10 дней из-за непрерывных торжеств на всём протяжении пути, причём Свердрупу пришлось отклонить множество приглашений. При входе в Кристиания-фьорд «Фрама» приветствовали 17 залпами салюта из крепости Акерсхус. Все члены экипажа были награждены серебряной медалью «Фрама», Свердруп, как и Нансен, удостоен Большого креста ордена Св. Олафа, Хенриксен — Золотой медали «За службу королю». Во время чествования в Королевском географическом обществе его бессменный глава Клементс Маркем заявил, что результаты Свердрупа превзошли всё, что было сделано Кейном, Хейсом, Холлом, Грили и Болдуином.

## Результаты экспедиции. Память

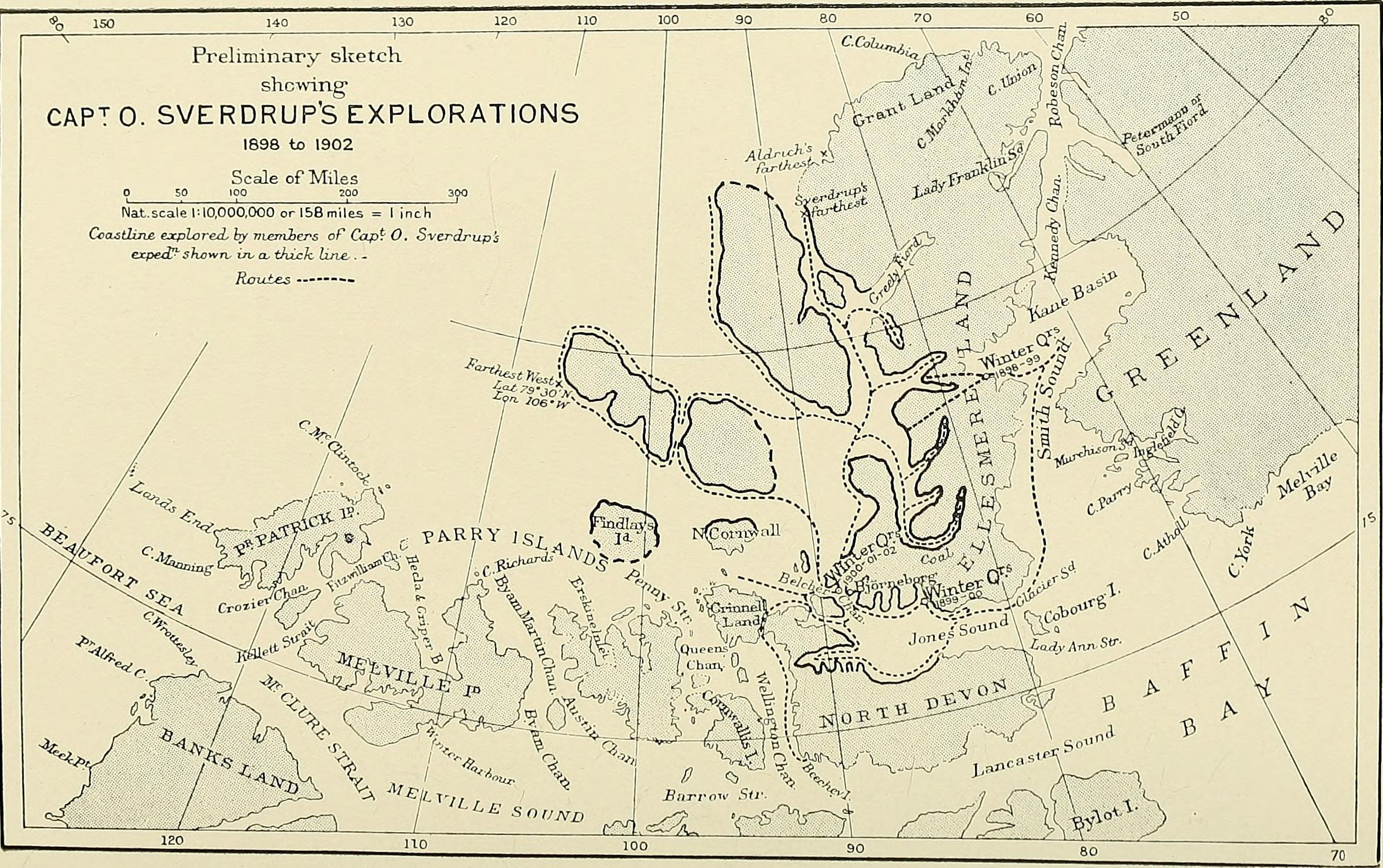
Предварительная карта исследований Свердрупа. The National geographic magazine (1902)

### Географические и научные достижения
Завершая свою книгу «Новая земля: четыре года в Арктике», Свердруп с гордостью писал:

Примерно сто пятьдесят тысяч квадратных миль новых земель были изучены и приняты во владение норвежского короля.
Команда Свердрупа подробно обследовала территорию в 260 тыс. км² — больше, чем какая-либо предшествующая экспедиция. Всего было совершено 15 санных походов суммарной продолжительностью 762 дня, пройдено 17 515 км, не считая экскурсий на расстояния от 80 до 480 км протяжённостью от 5 до 25 дней. Все территории объявлялись владениями Норвегии и были названы в честь членов экипажа, большой архипелаг к западу от Элсмира — Острова Свердрупа, а южная его часть — Земля Свердруп. Свердруп направил соответствующие документы правительству в Стокгольм, однако министр иностранных дел Лагерхейм фактически их проигнорировал. После распада унии со Швецией начался затяжной спор с Канадой, которая присоединила эти территории в соответствии с концепцией полярных секторов. Судебные разбирательства тянулись до 1930 года, а последние документы об отказе от претензий Свердруп подписал буквально за две недели до своей кончины. В 1930 году Канадское правительство выкупило все материалы экспедиции Свердрупа за 67 тыс. долларов. Эти документы хранятся теперь в Национальном архиве Канадской федерации. 8 августа 1930 года была издана официальная нота, в соответствии с которой Правительство Его Величества в Канаде признало отказ Норвегии от суверенитета в отношении Островов Свердрупа, причём отдельно было упомянуто, что владение этими островами не имеет отношения к «принципу секторов».
В научном отношении экспедиция картографировала территорию, сопоставимую с Норвегией южнее Тронхеймс-фьорда. Были доставлены образцы горных пород, ископаемые остатки флоры и фауны, обширные зооботанические коллекции (более 50 тысяч единиц), 2000 образцов низших животных, пробы планктона и грунта. Одними из наиболее интересных находок были хорошо сохранившиеся секвойи и кипарисы возрастом 45 млн лет. Обработка этих материалов заняла 20 лет. Публикация пятитомного отчёта («Report of the Second Norwegian Arctic Expedition on the „Fram“ 1898—1902» — на английском языке) растянулась: два тома увидели свет в 1907 году, по одному в 1911 и 1919 годы, последний том увидел свет в 1930 году. Суммарный объём издания превысил 2000 страниц, причём каждая научная статья представляла собой выпуск с раздельной нумерацией страниц. Всего выпусков было 39.

### «Новая земля»

Норвежское издание «Новой земли» 1903 года в оригинальном оформлении

Популярное описание экспедиции вышло в 1903 году в двух томах под названием «Новая земля. Четыре года в Арктике» (норв. Nyt  land.  Fire  aar  i  arktiske  egne) и было немедленно переведено на английский язык. Свердруп был неважным писателем, поэтому литературную обработку его дневников произвёл знаменитый прозаик Якоб Бреда Булль. Были опубликованы также сокращённый перевод на французский и полный — на немецкий, шведский и испанский язык. Английский перевод 1904 года был переиздан в 2014 году издательством Кембриджского университета. В связи с ростом интереса к Арктике во время Холодной войны, в 1959 и 1961 годах в Лондоне и Нью-Йорке издавалась адаптация двухтомника «Новая земля» для широкой публики под названием «Арктические приключения Свердрупа»; её выполнил Т. Фэрли. Рецензент — К. Гринуэй — счёл этот труд настоятельно необходимым для лётчиков полярной авиации и исследователей Севера, хотя укорял издателей за название, совершенно не подходящее к содержанию.
Экспедиция Свердрупа на фоне достижений Амундсена в 1903—1906 и 1910—1912 годах была быстро забыта, и её описание длительное время не переиздавалось. Современный норвежский исследователь Хеннинг Вэрп поставил вопрос о причинах этого явления. Сравнивая дневники Свердрупа с опубликованным текстом, Вэрп пришёл к выводу, что капитан неверно истолковал запросы публики, а, кроме того, очень не любил драматизировать любые ситуации. Из-за этого, например, в объёмной книге «Новая земля» самый серьёзный эпизод экспедиции — пожар на «Фраме» 27 мая 1900 года, — который вообще мог привести к гибели всей команды, занял лишь две с половиной страницы. По мнению Вэрпа, читатель получит бо́льшее представление о драматизме ситуации из рисунка Отто Синдинга, чем из описания капитана. Напротив, в книге Нансена о первом путешествии на «Фраме» есть масса эпизодов о нападениях медведей и сложностях передвижения по льдам, которые сочетают документальную точность с художественным воспроизведением и «эффектом присутствия» для несведущего читателя. Весьма безэмоционально описана и встреча с Робертом Пири: Свердруп даже не упомянул, во что был одет американец, как он выглядел и о чём они — пусть и очень кратко — поговорили. Даже глава, в которую вошёл этот эпизод, получила название «Наша первая встреча с мускусными быками». Х. Вэрп в том же контексте отметил, что хотя команда «Фрама» встречалась с эскимосами, Свердруп, кажется, совершенно не интересовался их традиционной культурой и прочей «экзотикой», зато целые главы посвящал охоте на разных животных. Соответственно, и встреча с Пири была лишь дополнительным эпизодом к охотничьему рассказу. В общем, Х. Вэрп заявил, что книга Свердрупа не имеет захватывающего сюжета (в отличие от драматического повествования Нансена) и однообразно-утомительна: «1035 страниц одного и того же — плохая погода, хорошая погода, охота, возвращение на корабль и необходимые работы, описание снаряжения, забота о собаках, сделанные наблюдения, собранные образцы». Впрочем, обрабатывая свои дневники зимой 1901 года, Свердруп откровенно признавал, что не способен описать свои труды так, чтобы «люди захотели бы о них прочитать». Автор современной биографии Свердрупа — Александр Вистинг — утверждал:

Если бы вторая экспедиция тоже проходила под руководством Нансена, вероятно, её впоследствии назвали бы подвигом в истории полярных исследований. Важным вкладом в расширение горизонтов человечества. Но у Отто Свердрупа не было способности Нансена доносить до сведения общественности всё величие своих деяний. 

## Комментарии
1. ↑  Здесь и далее пересчёт норвежских крон в фунты стерлингов выполнен переводчицей отчёта Свердрупа — Этель Гарриет Хирн.
2. ↑  10 человек из команды «Фрама» располагались в индивидуальных каютах площадью 2 × 2 м; в двух кормовых каютах было оборудовано по 3 спальных места для матросов и кочегаров, но из-за суточного ритма вахт и длительных санных походов одновременно все эти места бывали заняты лишь в исключительных случаях. В носовом салоне для офицеров и учёных имелось пианино. По Дж. Кинни, для парусника той эпохи жилые помещения «Фрама» считались чрезвычайно комфортабельными[11].
3. ↑  Джерард Кинни сообщал, что Свердруп стремился принять в команду опытного лыжника Германа Смит-Йохансена, но не удалось уговорить его подписать контракт. В дальнейшем Йохансен поселился в Канаде и прославился как специалист по строительству трамплинов и пропагандист лыжного спорта. Скончался он в 1987 году в возрасте 111 лет[11].
4. ↑  В действительности бухту назвали в честь жюльена, приготовленного в день открытия фьорда Линдстрёмом[29].
5. ↑  На берегу установили памятный крест с именем и датами жизни Свендсена. В 2001 году его отыскал канадский путешественник и писатель Джерри Кобаленко, крест стоял прочно, но надписи были едва видны[51].
6. ↑  Самая низкая температура, зафиксированная в экспедиции, наблюдалась в феврале 1901 года, и достигла −51 °C. По Г. Симмонсу, среднегодовая температура в местах зимовки «Фрама» в Гёсе-фьорде достигала −19 °C, тогда как на полюсе холода Северного полушария в Верхоянске она составляла −17 °C[86].
7. ↑  В период 1924—1938 годов арктические патрули Королевской канадской конной полиции обнаружили, по крайней мере, пять из этих сообщений, два из которых находятся в библиотеках и два — в разных архивах Канады[95].
8. ↑  В своём дневнике капитан Свердруп не жалел выражений по адресу Штольца: «Он слишком глуп даже для того, чтобы понять, что он — величайший дурак под солнцем, величайшая вошь, которая когда-либо носила мужские штаны» (норв. han har ikke selvkritik nok til at forstå at han er den største tosk solen har skinnet på og at han er den største lus af et mandfolkk som har gåt med buxer)[97].
9. ↑  В норвежском оригинале речь шла о «почти 300 000 квадратных километрах»: норв. Et Omraade af mellem to og tre hundrede tusen Kvadratkilometers Udstrækning blev bereist og i den norske Konges Navn tåget i Eie[111]

## Первоисточники

### «Новая земля» (норвежское издание)
- Sverdrup O. Nyt land: fire aar i arktiske egne :  [букмол]. — Kristiania : Forlagt af H. Aschehoug, 1903. — Bd. 1. — 554 s.
- Sverdrup O. Nyt land: fire aar i arktiske egne :  [букмол]. — Kristiania : Forlagt af H. Aschehoug, 1903. — Bd. 2. — 523 s.

### «Новая земля» (английский перевод)
- Sverdrup O. New land; four years in the Arctic regions / Translated from the Norwegian by E. H. Hearn. — London : Longmans, Green and Co, 1904. — Vol. I. — 532 p.
- Sverdrup O. New land; four years in the Arctic regions / Translated from the Norwegian by E. H. Hearn. — London : Longmans, Green and Co, 1904. — Vol. II. — 538 p.

### Отчёт экспедиции
- Report of the Second Norwegian Arctic expedition in the «Fram» 1898—1902 : at the expense of the Fridtjof Nansen fund for the advancement of science. — Kristiania : In commission by T. O. Brøgger, 1907. — Vol. I. — 716 p.
- Report of the Second Norwegian Arctic expedition in the «Fram» 1898—1902 : at the expense of the Fridtjof Nansen fund for the advancement of science. — Kristiania : In commission by T. O. Brøgger, 1907. — Vol. II. — 706 p.
- Report of the Second Norwegian Arctic expedition in the «Fram» 1898—1902 : at the expense of the Fridtjof Nansen fund for the advancement of science. — Kristiania : In commission by T. O. Brøgger, 1911. — Vol. III. — 590 p.
- Report of the Second Norwegian Arctic expedition in the «Fram» 1898—1902 : at the expense of the Fridtjof Nansen fund for the advancement of science. — Kristiania : In commission by T. O. Brøgger, 1919. — Vol. IV. — 518 p.
- Report of the second Norwegian Arctic Expedition in the «Fram» 1898—1902 : at the expense of the Fridtjof Nansen fund for the advancement of science / Published by Det  Norske videnskaps-akademi i Oslo. — Oslo (Kristiania) : A. W. Brøgger, 1930. — Vol. Supplementary. — 193 p.